# Jerusalén
Jerusalén (en hebreo: יְרוּשָׁלַיִם‎, romanizado: Yerushaláyim, lit. 'Ciudad de Paz', jeʁuʃaˈlajimⓘ; en árabe: القـُدْس‎, romanizado: al-Quds, lit. 'La Santa', al.quds/il.ʔudsⓘ) es una ciudad de Oriente Próximo, situada en los montes de Judea, entre el mar Mediterráneo y la ribera norte del mar Muerto. Los israelíes la han erigido como capital del Estado de Israel, mientras que el Estado de Palestina reivindica su parte oriental como su propia capital. Los asentamientos más antiguos en Jerusalén datan del V milenio a. C. y es una de las ciudades más antiguas del mundo. Jerusalén tiene un profundo significado religioso para el judaísmo, el cristianismo y el islam. La ciudad vieja de Jerusalén fue declarada Patrimonio de la Humanidad por la Unesco en 1981.
El estatus de la parte oriental de la ciudad, conquistada en 1967 por Israel, se encuentra disputado, ya que en este sector —referido habitualmente como Jerusalén Este o Jerusalén Oriental, y que incluye la Ciudad Vieja— es donde el Estado de Palestina pretende establecer su capital. Israel discute las reclamaciones palestinas y, tras la guerra de los Seis Días, considera la ciudad como un todo unificado y un mismo municipio, declarándola como su capital «eterna e indivisible» mediante la Ley de Jerusalén en 1980. Esta anexión ha provocado un amplio rechazo en la comunidad internacional, materializado en la resolución 478 del Consejo de Seguridad de la ONU, que la consideró contraria al Derecho Internacional, y en señal de protesta por este acto unilateral los Estados miembros de las Naciones Unidas acabaron por trasladar sus embajadas a Tel Aviv, tal como pedía la resolución.
Jerusalén fue sede de un reino amorreo bajo hegemonía egipcia durante el período de Amarna, ciudad principal de un pueblo cananeo (los jebuseos según el relato bíblico), conquistada por los hebreos en el siglo X a. C. y capital de los reyes de Judá por lo menos desde el siglo IX a. C. La Biblia añade que antes fue el asiento de los reyes del Reino unificado de Israel. Conquistada por los babilonios, fue capital de la región de Judea durante el dominio persa, lágida y seléucida. Conquistada por los macabeos, los reyes asmoneos gobernaron desde ella hasta la toma de la ciudad por Pompeyo en 63 a. C. Desde entonces fue capital religiosa de la provincia romana de Judea. Después de la Primera Guerra judeorromana, fue arrasada por el general y futuro emperador romano Tito, y reconstruida como colonia romana con el nombre de Aelia Capitolina por el emperador Adriano, siendo la región rebautizada como Siria-Palestina.
Tras el triunfo del cristianismo fue sede del patriarcado cristiano homónimo bajo dominio del Imperio romano de Oriente, enmarcada en la región de Palaestina Prima. En el siglo VII, cayó en poder de los califas musulmanes, en la provincia de Yund Filastin, aunque sería conquistada por los cruzados en 1099 y en torno de ella se formaría el reino franco de Jerusalén. Reconquistada por Saladino, estuvo unos siglos en poder de los mamelucos y, desde 1517, del Imperio otomano. En 1874, Jerusalén y su área de influencia formaron un distrito administrativo especial: el Mutasarrifato de Jerusalén, bajo control directo del Sultán. En 1917, con la derrota otomana frente a los aliados en la Primera Guerra Mundial, pasó a depender del Mandato británico de Palestina. Con la partición de Palestina, la ONU previó un estatuto de ciudad internacional para Jerusalén, que no llegó a realizarse. Durante la guerra de 1948, su sector occidental quedó bajo control israelí y el oriental, incluida la ciudad vieja, bajo dominio jordano. En 1967, Israel conquistó la zona oriental, proclamando la ciudad reunificada como su capital, aunque este último movimiento nunca ha recibido el reconocimiento internacional.

## Toponimia
El origen preciso del nombre hebreo (יְרוּשָׁלַיִם Yerushalayim) es incierto y los académicos ofrecen distintas interpretaciones. La forma en escritura cuneiforme, atestiguada en las Cartas de El Amarna, emplea un elemento sumerio 𒌷 (URU) y el complemento acadio S-L-M, es decir, salim, en las formas: ú-ru-sa-lim y ú-ru-ša10-lim. El sumerograma URU debe leerse en acadio yerû, que significa "ciudad", según Hamilton, por lo cual Uru-salim, significa: "fundada por Shalim, dios asociado con el anochecer y la estrella de la tarde en los sentidos etimológicos de "culmización" del día, "puesta de sol", "descanso" y "paz".
Esta etimología se refuerza por la forma hebrea del nombre, relacionada con yeru (ירו), (casa) y shalem o shalom (שלם', paz), por lo que Jerusalén significaría literalmente «casa de la paz». El Talmud y la tradición cristiana consideran que el antiguo nombre de la ciudad es Salem, tal como aparece en el capítulo 14 del libro del Génesis.
El otro nombre de la ciudad, previo a su conquista por David, era Jebús. Poéticamente se la denominó Sion, por una de sus colinas, o Ariel.
En la Septuaginta, la antigua traducción griega del Tanaj (Antiguo Testamento), el nombre Jerusalén se transcribió como "Ιερουσαλήμ" (Yerousalém), y en otras fuentes griegas antiguas también existe la ortografía  Ἱεροσόλυμα (Yerosólyma  Ἱερός "sagrado"). En la Vulgata, la traducción de la Biblia al latín, el nombre se transcribe a "Hierusalém", y en la traducción al Siríaco la ciudad se llama "urishlem" (ܐܽܪܺܫܠܶܡ). 
En el 130 AD, después de que la Jerusalén judía fuera destruida en la Gran Revuelta, el emperador romano Adriano fundó una ciudad romana sobre sus ruinas, a la que le dio el nombre latino de Aelia Capitolina.
El nombre más común para Jerusalén en árabe, especialmente entre los musulmanes es Al-Quds (القدس), que significa lo sagrado, o más raramente Bayt al-Maqdes (بيت المقدس), Casa de lo Sagrado, este nombre se estableció en el siglo XII. El Estado de Israel utiliza frecuentemente como denominación en árabe el nombre arcaico en el árabe coránico Urshalim (أورشليم), que es también la que usan los árabes cristianos en la Biblia y en sus escritos religiosos, pero que apenas tiene uso en la lengua hablada y muy escaso en la escrita informal; también usan la forma mixta Urshalim Al-Quds (أورشليم القدس).
El gentilicio en español del habitante de Jerusalén es jerosolimitano o hierosolimitano.

## Historia

### Antigüedad

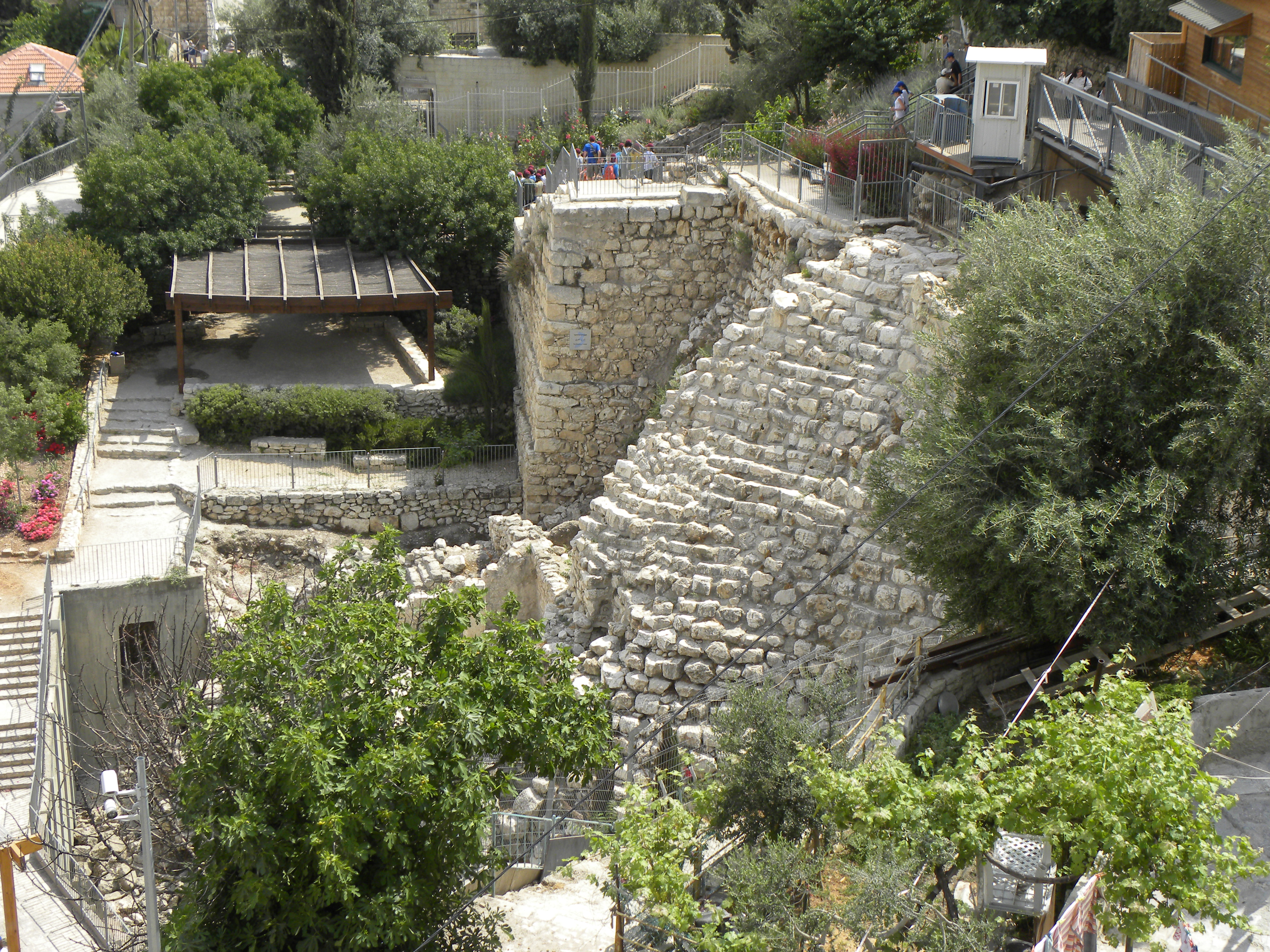
Estructura escalonada de piedra en Ophel, ha sido datada hacia el 900 a. C., en la Edad del Hierro.

Las pruebas cerámicas indican la ocupación de Ophel, dentro de lo que es actualmente Jerusalén, en una fecha tan temprana como es la Edad del Cobre, cerca del IV milenio a. C., con evidencias de un asentamiento permanente en los primeros siglos de la Edad del Bronce temprana (c. 3000-2800 a. C.). Ann Killebrew demostró que Jerusalén era una ciudad grande y amurallada en las etapas MB IIB y IA IIC (entre 1800-1550 y 720-586 a. C.); durante la Edad de Bronce tardía y las edades IA I y IIA/B Jerusalén era un pueblo sin amurallar y relativamente insignificante.
Los escritos más tempranos que hacen referencia a la ciudad son los agrupados en los Textos de execración de Berlín y Bruselas (c. siglo XIX a. C., que se refieren a una ciudad llamada Roshlamem o Rosh-ramen) y en las Cartas de Amarna (c. siglo XIV a. C., se refieren a Urusalem "ciudad de paz").
Algunos arqueólogos, incluyendo a Kathleen Kenyon, creen que Jerusalén fue una ciudad fundada por un pueblo semítico occidental, con asentamientos organizados alrededor del siglo XXVI a. C.
El arqueólogo israelí Israel Finkelstein considera que la Jerusalén del siglo X a. C. era de extensión reducida. El resto de Judá del mismo periodo, estaba compuesto tan solo por una veintena de pueblos pequeños y unos pocos miles de habitantes, la mayoría pastores. En Jerusalén se han realizado intensas excavaciones de las Edades del Bronce y el Hierro en las décadas de 1970 y 1980 dirigidas por Yigal Shiloh, de la Universidad Hebrea, en el sector llamado ciudad de David, pero sorprendentemente, como lo señala David Ussishkin, arqueólogo de la Universidad de Tel Aviv, el trabajo de campo realizado allí y en otras partes de la Jerusalén bíblica no ha arrojado pruebas de que ese sector de la ciudad estaba ocupado en el siglo X a. C. Las prospecciones arqueológicas revelan que Judá siguió siendo hasta la época de David y Salomón, e incluso más adelante, "un país relativamente desprovisto de población permanente, muy aislado y muy marginal, sin centros urbanos de importancia y sin una jerarquía neta de aldeas, pueblos y ciudades".
La arqueología demuestra un crecimiento dramático de Jerusalén en algún momento de la primera mitad del siglo VIII a. C. Pasó de ser una asentamiento pequeño a una ciudad de hasta 0,6 km², la razón causa de esto fue la caída del Reino de Israel a manos del Imperio asirio mientras sus habitantes huían al sur, en el Reino de Judá, incluida Betel, en Jerusalén.
Judá conoció posteriormente distintas etapas de dominación extranjera, primero bajo la influencia de los asirios, que sometieron al reino de Judá al pago de tributo, y luego directamente por los babilonios (597-546 a. C.) que tomaron y arrasaron la ciudad, deponiendo a Sedecías como último rey, desterrando a la clase dirigente a Babilonia y destruyendo el Templo en julio del año 587 a. C., en adelante Judá sería provincia asiria.
En el año 539 a. C. el rey persa Ciro II el Grande conquistó el Imperio babilónico y permitió el regreso de las comunidades judías deportadas a la provincia de Judá; éstas regresaron a Jerusalén y reconstruyeron la ciudad y el Templo. La construcción del Segundo Templo terminó en el año 516 a. C., durante el reinado de Darío el Grande, 70 años después de la destrucción del primero.
Poco después del 485 a. C. Jerusalén fue asediada, conquistada y en gran parte destruida por una coalición de estados vecinos. Alrededor del año 445 a. C., el emperador aqueménida Artajerjes I emitió un decreto por el que permitía la reconstrucción de la ciudad y de sus murallas. Jerusalén recuperó su papel como capital de Judá y centro del culto judío.
En 332 a. C. Alejandro Magno conquistó el Imperio persa y la ciudad no sufrió destrucciones. A la muerte de Alejandro, Judá (o Judea) y Jerusalén pasaron a quedar en manos de la dinastía ptolemaica bajo el reinado de Ptolomeo l. En el año 198, el imperio seléucida tomó el control de la ciudad liderado por Antíoco III. Sin embargo, el intento por parte de los seléucidas de helenizar Jerusalén llegó a su fin con el triunfo de la rebelión de los macabeos, encabezada por Matatías y sus cinco hijos contra Antíoco IV Epífanes. Con la toma de control de los asmoneos, Jerusalén se convertiría en la capital de su reino y conocería un periodo de relativa independencia, si bien sería conquistada, junto con todo el reino, por las tropas romanas de Pompeyo en el 60 a. C. después de derrotar a los restos del Imperio seléucida. Jerusalén sufrió el asedio y la conquista romana, con su anexión a la República romana. Sin embargo, poco después de la conquista romana llegó una invasión parta en apoyo de un contendiente rival al trono asmoneo, y de la lucha entre las fuerzas prorromanas y las propartas emergería un líder idumeo llamado Herodes. Cuando Roma prevaleció en la disputa con los partos, instaló a Herodes como rey de un estado cliente. Herodes I el Grande restauró y embelleció la ciudad construyendo murallas, torres y palacios, así como expandiendo el Templo, apuntalando el patio con bloques de piedra de más de 100 toneladas de peso. Bajo su mandato se dobló la superficie del Templo, del que todavía queda en pie una parte llamada Muro de las Lamentaciones, de gran importancia en la religión judía.
Poco después de la muerte de Herodes, en el año 6 d. C., Roma asumió el control directo de lo que pasó a denominarse la Provincia de Judea, aunque la dinastía herodiana siguió sirviendo al Imperio como reyes clientes de territorios vecinos hasta el 96 a. C. A partir del año 33 aproximadamente existió una iglesia cristiana creciente en Jerusalén, donde además se celebró el denominado Concilio de Jerusalén alrededor del año 49.
En el año 66 tuvo lugar la primera guerra judeo-romana, que supuso el asedio y la toma de la ciudad por parte de Tito en el año 70, lo que derivó en la devastación de gran parte de la ciudad y en la segunda destrucción del Templo de Jerusalén. El historiador contemporáneo Flavio Josefo describió la destrucción de la ciudad afirmando que "la ciudad fue tan metódicamente arrasada por aquellos que la demolieron hasta sus cimientos que nada quedó en ella que pudiese persuadir al visitante de que aquello había sido alguna vez un lugar habitado". El proyecto de reconstrucción de Adriano como una ciudad completamente romana (Aelia Capitolina) desencadenó la rebelión de Bar Kojba entre los años 132 y 135, que una vez aplastada dio inicio a la diáspora judía. Tras su victoria contra los judíos, el emperador romano Adriano unificó la provincia de Judea con varios territorios vecinos y la rebautizó con el nombre de Siria Palestina. La ciudad de Jerusalén fue renombrada como Aelia Capitolina y reconstruida al estilo de una ciudad romana, y a los judíos se les prohibió el acceso a la ciudad so pena de muerte, con la excepción de un día al año, el Tisha B'Av. Estas medidas, que se aplicaron también a los judíos cristianos, tendieron a secularizar la ciudad y se mantuvieron hasta bien entrado el siglo VII, si bien los cristianos ganaron su exención a la prohibición de entrar en Jerusalén tan pronto como Constantino I, el primer emperador romano de creencias cristianas, ordenó la construcción de templos cristianos en la ciudad, incluida la Iglesia del Santo Sepulcro en 326. Los únicos restos de enterramientos durante el periodo de control bizantino de la ciudad son cristianos, lo que parece sugerir que la ciudad estuvo exclusivamente habitada por cristianos mientras permaneció gobernada por Constantinopla.
En la Biblia
De acuerdo a una tradición judía, Jerusalén fue fundada por Sem y Eber, ancestros de Abraham. Según el relato bíblico, Melquisedec (rey justo) era el rey de Salem, sacerdote de Dios, y presentó pan y vino a Abraham, quien era un arameo nómada, y lo bendijo y a su vez Abraham le dio diezmo; Salem es identificada con Jerusalén; los jebuseos controlaban la ciudad (Jebús) hacia el siglo XI a. C., cuando David la conquistó.
Según la tradición, en torno al año 1004 a. C. el rey David de Israel conquistó Jerusalén por medio de un contingente enviado a través de un manantial subterráneo, y la convirtió en capital de su reino. David la renombró Ir David «Ciudad de David», sus reliquias se ubican al sudoeste de la actual Ciudad Vieja, en la llamada Colina Ophel del barrio de Silwan. Este yacimiento fue descubierto y excavado por el Fondo para la Exploración de Palestina entre 1923 y 1925. El descubrimiento por parte de Kathleen Kenyon de muros jebuseos y davídicos de la antigua Jerusalén, así como excavaciones más recientes de la denominada «gran estructura de roca», tienden a ser interpretadas por algunos arqueólogos como confirmaciones de los textos bíblicos sobre la conquista de la ciudad jebusea por David.

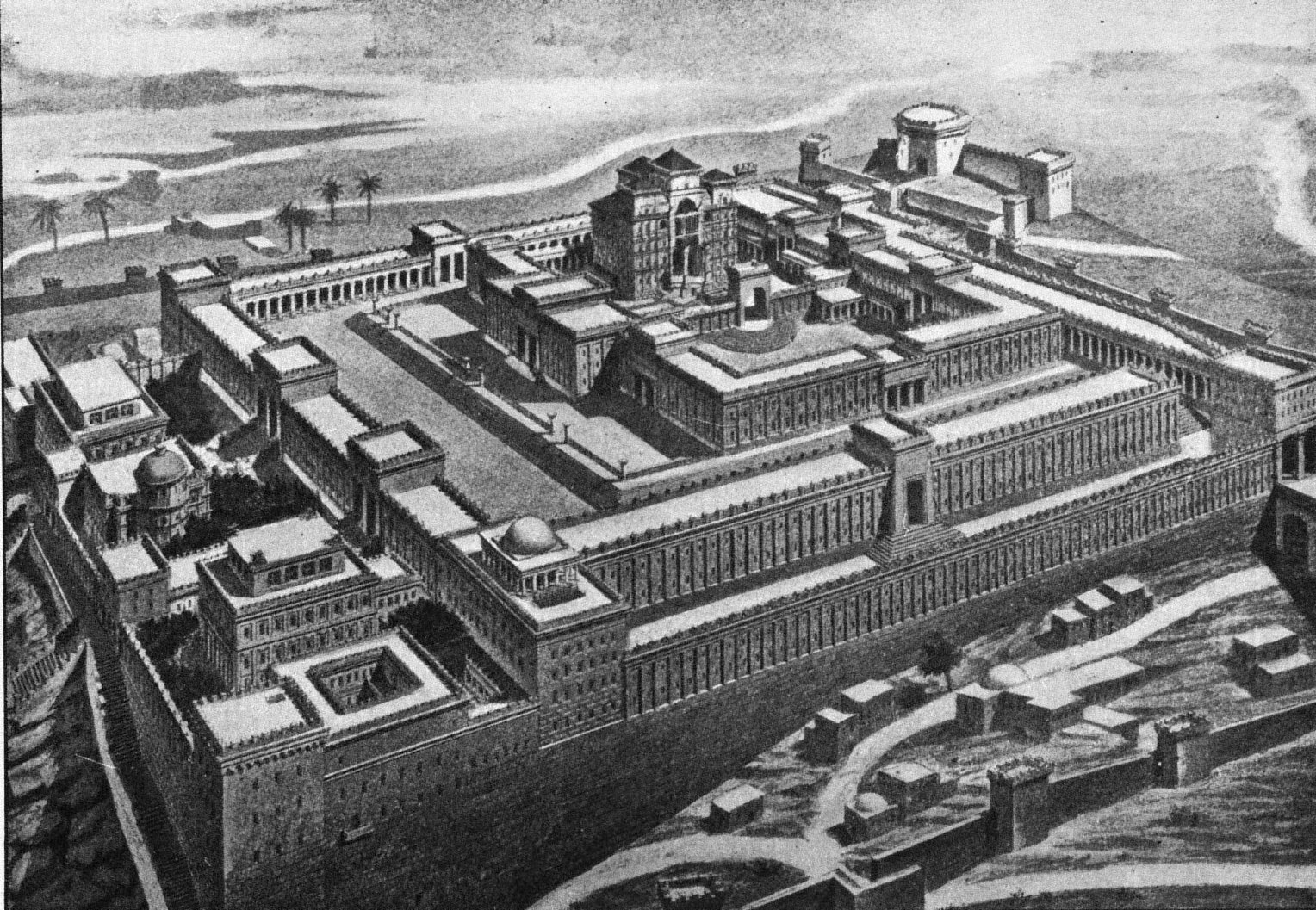
Reconstrucción del Templo de Salomón.

Su hijo Salomón extendió la ciudad, ampliando las murallas y construyendo en pocos años el Templo de Jerusalén, destinado a contener el Arca de la Alianza y las Leyes que, según el Tanaj (Antiguo Testamento), Yahveh otorgó a Moisés en dos tablas de piedra en el Monte Sinaí. Este sería el único templo que permitiría la ley religiosa hebrea consagrado al culto yahvista, al parecer existió otro templo en la isla Elefantina, en el curso medio del río Nilo, fundado en torno al 650 a. C. por una comunidad judía emigrada antes del reinado de Josías (640-609 a. C.).

### Edad Media
El destino de Jerusalén siguió ligado a sucesivas conquistas y conflictos, formando parte del Imperio bizantino, dentro del cual fue una de las cinco sedes de mayor importancia religiosa doctrinal del cristianismo, junto con Constantinopla, Antioquía, Alejandría y Roma. A mediados del siglo IV, Jerusalén quedó encuadrada en una nueva provincia denominada Palaestina Prima, con capital en Cesarea y resultante de la división de la antigua Siria-Palestina.
El Concilio de Calcedonia de 451 elevó al obispo de Jerusalén al rango de patriarca, junto con Roma, Constantinopla, Alejandría y Antioquía. Sin embargo, la política bizantina hizo que Jerusalén pasara simplemente de la jurisdicción siria de Antioquía a las autoridades griegas de Constantinopla. Durante siglos, el clero griego dominó la iglesia de Jerusalén. Mientras tanto, la iglesia romana nunca aceptó la pentarquía y en su lugar reclamó la primacía. Por otra parte, la antigua noción de la primacía de la Iglesia de Jerusalén se conservó en varios textos, como la lista altomedieval conocida como los Límites de los Cinco Patriarcados (griego: Γνώσις και επίγνωσις των πατριαρχών θρόνων).
El año 614, el imperio sasánida conquistó la ciudad mediante un firme asedio de 21 días. Las crónicas bizantinas cuentan que los sasánidas y los judíos que luchaban con ellos masacraron a decenas de miles de cristianos en la ciudad, muchos de ellos en el embalse de Mamilla, y destruyeron sus monumentos e iglesias, incluida la Iglesia del Santo Sepulcro. Este episodio de la historia jerosolimitana ha generado muchos debates entre los historiadores. Los sasánidas regirían la ciudad hasta el año 629, cuando las tropas bizantinas del emperador Heraclio la recuperaron.

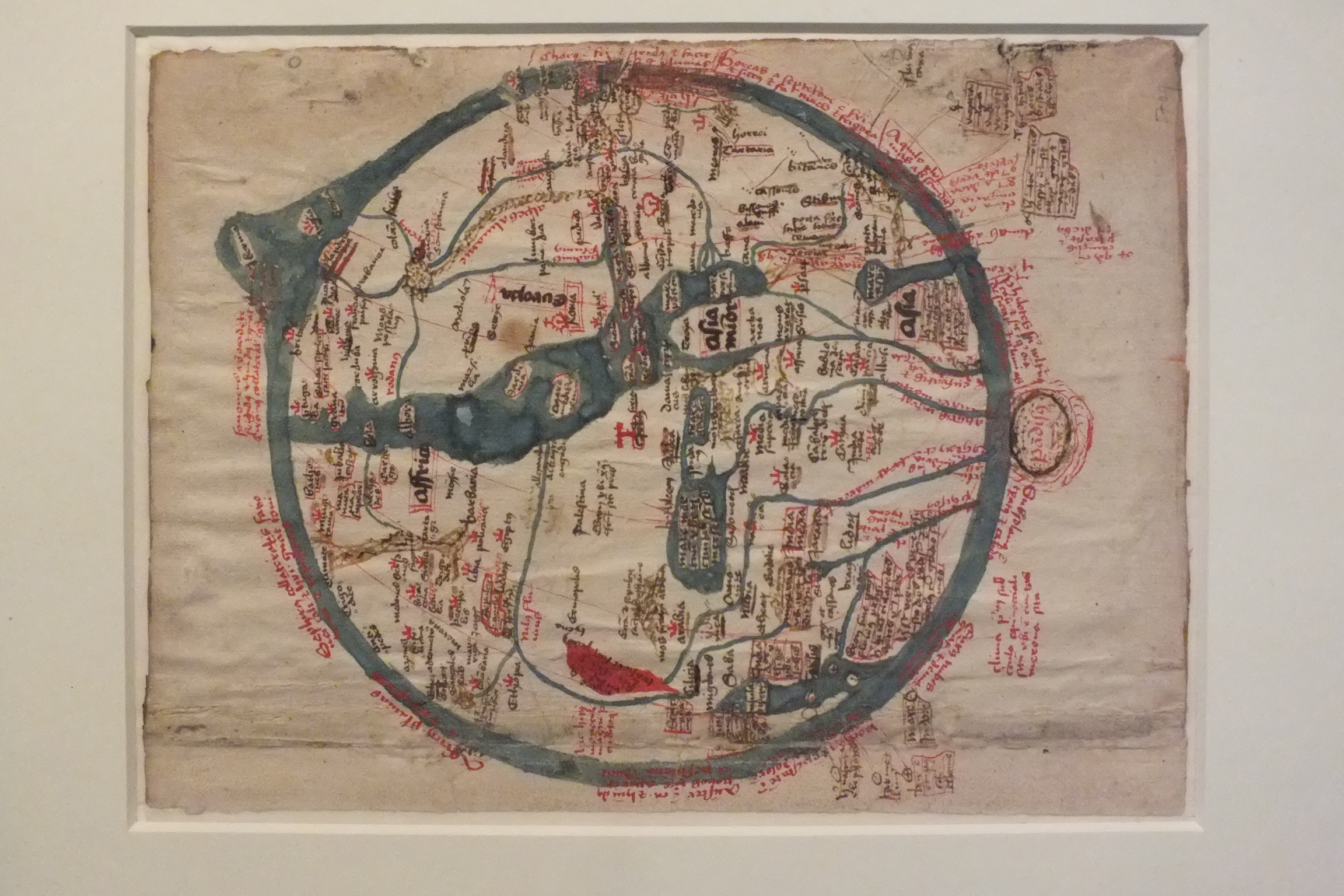
Mapamundi medieval (1485) con Jerusalén como centro del mundo.

La Jerusalén bizantina fue conquistada por los ejércitos árabes de Umar ibn al-Jattab en el año 638. Entre los musulmanes de la primera época del Islam se la conocía como Madinat bayt al-Maqdis ("Ciudad del Templo"), lo que hacía alusión solamente al Monte del Templo. El resto de la ciudad "...era conocida como Iliya, en referencia al nombre romano asignado a la ciudad tras su conquista en el año 70ː Aelia Capitolina". Posteriormente, el Monte del Templo pasó a conocerse como al-Haram al-Sharif ("El Noble Santuario"), mientras que la ciudad a su alrededor se denominaba Bayt al-Maqdis, y algo más tarde como al-Quds al-Sharif ("La Sagrada, Noble"). La relación del Islam con Jerusalén comenzó en el año uno de la Hégira (623), cuando a los musulmanes se les dijo que debían mirar hacia la ciudad cuando realizasen sus oraciones diarias y, según la tradición musulmana, tuvo lugar el viaje nocturno de Mahoma y su ascenso a los cielos. Trece años después, la quibla (dirección hacia la que los musulmanes oran) cambió a La Meca. Tras la conquista musulmana de Jerusalén en el año 638 se permitió a los judíos permanecer en la ciudad. Por otro lado, el califa ortodoxo Umar ibn al-Jattab firmó un tratado con el Patriarca cristiano de Jerusalén Sofronio, en el que le aseguraba que la población y los lugares sagrados cristianos quedarían bajo la protección de los gobernantes musulmanes. Según la tradición árabe-cristiana, cuando llevaron al califa Umar a rezar en la Iglesia del Santo Sepulcro, uno de los lugares más sagrados para los cristianos, este se negó a orar para que los musulmanes no le demandaran la conversión de la iglesia en mezquita. Rezó fuera de la iglesia, justo en el lugar donde la Mezquita de Omar se encuentra hoy en día. El obispo galo Arculfo, que vivió en la ciudad entre 679 y 688, describió la Mezquita de Omar como una estructura rectangular de madera construida sobre ruinas que podía alojar a 3000 fieles.
Desde los primeros tiempos de la conquista árabe y hasta la toma de la región por parte de los turcos selyúcidas, Jerusalén estuvo emplazada desde un punto de vista administrativo en el País de Sham (o región de Siria) y, más concretamente, en el Yund Filastin (distrito militar de Palestina). A finales del siglo VII, el califa omeya Abd al-Malik encargó la construcción de un santuario en el Monte del Templo, conocido actualmente como la Cúpula de la Roca. Dos de los más distinguidos habitantes de Jerusalén durante el siglo X fueron el geógrafo Al-Muqaddasi y el médico Al-Tamimi. El primero de estos escribió que Abd al-Malik construyó el edificio en el Monte del Templo para competir con la grandeza de las monumentales iglesias de Jerusalén. En 710 se terminó de erigir la mezquita de Al-Aqsa.
Durante los siguientes cuatrocientos años la importancia de Jerusalén decayó mientras los diferentes poderes árabes competían por su control. Jerusalén fue conquistada en 1073 por el comandante turco selyúcida Atsız. A su muerte, el príncipe selyúcida Tutush I entregó la ciudad a otro comandante selyúcida, Artuk Bey. Cuando este murió en 1091, sus hijos Sökmen e Ilghazi gobernaron la ciudad hasta 1098, año en que fue reconquistada por los fatimíes.

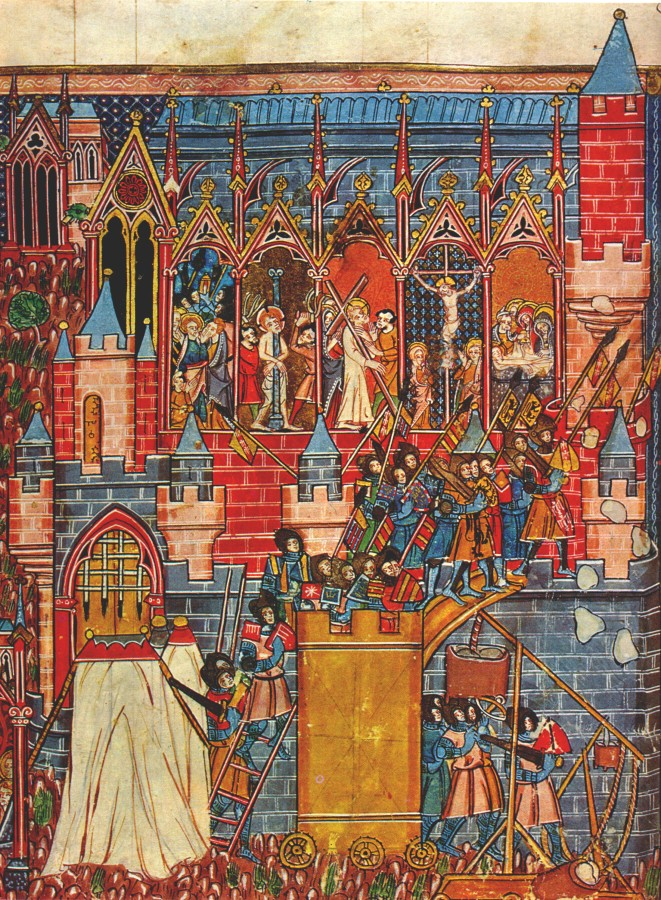
Sitio de Jerusalén (1099)

Un movimiento mesiánico caraíta que llamaba al retorno a Jerusalén tuvo lugar al inicio del nuevo milenio, lo que ocasionó una "Edad Dorada" de los estudios caraítas allí a la que pusieron fin las Cruzadas. En 1095 el papa Urbano II predicó en el Concilio de Clermont la Primera Cruzada, dirigida a recuperar Jerusalén de los musulmanes. En 1099, el gobernante fatimí expulsó a la población cristiana de Jerusalén antes de que la ciudad fuese conquistada por el noble francés Godofredo de Bouillón, que masacró a la mayoría de sus habitantes musulmanes y judíos tras tomar la fortaleza al asalto. Los cruzados crearon el Reino de Jerusalén, gobernado por el hermano de Godofredo, Balduino I. Dado que Jerusalén quedó prácticamente despoblada, un proceso de repoblación tuvo lugar poco después de la constitución del nuevo reino, con la llegada de pobladores griegos, búlgaros, húngaros, georgianos, armenios, sirios, egipcios, nestorianos, maronitas y coptos, entre otros. Con esta emigración masiva se intentaba bloquear el retorno de los musulmanes y judíos que habían sobrevivido a la masacre. El barrio nororiental se repobló con cristianos ortodoxos provenientes de Transjordania. Como resultado del conflicto, la población de Jerusalén cayó en 1099 hasta los 30 000 habitantes.
Tras el desastre de los Cuernos de Hattin en 1187, el sultán de Egipto y Siria, Saladino, tomó Jerusalén nuevamente y permitió a judíos y musulmanes volver a asentarse en la ciudad. Según los términos de la rendición cruzada, unos 60 000 francos fueron expulsados de Jerusalén una vez pagado su rescate. A los cristianos ortodoxos se les permitió quedarse. Bajo la dinastía ayubí de Saladino se invirtieron grandes sumas de dinero en la construcción de casas, mercados, baños públicos y hostales para los peregrinos, así como en el establecimiento de donaciones religiosas. Sin embargo, durante la mayor parte del siglo XIII, la importancia de la ciudad fue en declive debido a su pérdida de valor estratégico y a las luchas interinas de los ayubíes.
Jerusalén pasó pacíficamente a manos de los cristianos como resultado del tratado acordado en 1229 entre el Emperador del Sacro Imperio Romano Germánico Federico II y el sultán ayubí de Egipto al-Kamil, que supuso el fin de la Sexta Cruzada. Los ayubíes mantuvieron el control de los santos lugares musulmanes y algunas fuentes árabes sugieren que a Federico II no se le permitió restaurar las fortificaciones de la ciudad.
En 1244, Jerusalén fue saqueado por los tártaros jorezmitas, quienes diezmaron la población cristiana de la ciudad y expulsaron a los judíos. Los jorezmitas fueron a su vez expulsados por los ayubíes en 1247. La continua reiteración de conflictos hicieron declinar rápidamente la población de Jerusalén, y cuando Nahmánides la visitó en 1267 solo encontró a dos familias judías de entre un total de 2000 habitantes, 300 de los cuales eran cristianos y el resto musulmanes. Entre 1260 y 1517, Jerusalén estuvo dominada por los mamelucos, si bien numerosos enfrentamientos tuvieron lugar entre estos por un lado y los cruzados y los mongoles por otro. La región también sufrió numerosos terremotos e incluso la peste negra. La Orden del Santo Sepulcro fue responsable del mantenimiento de una pequeña población cristiana en la ciudad.

### Época otomana

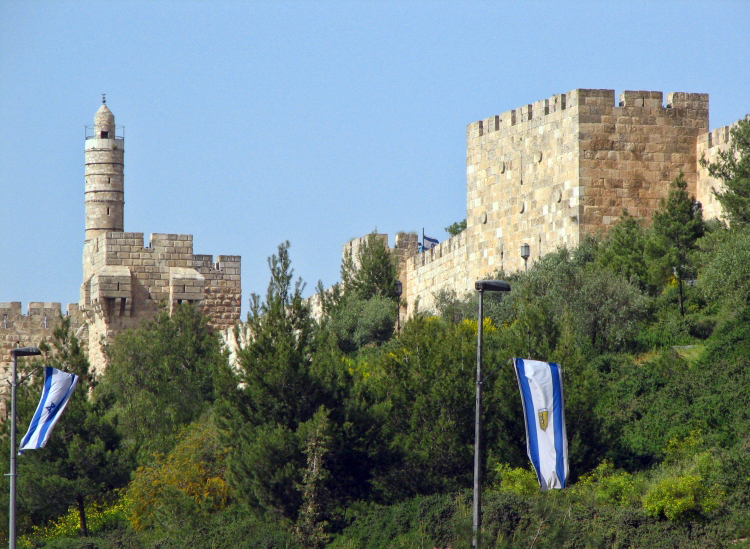
La ciudadela de David y las murallas otomanas.

En 1517, Jerusalén pasó a formar parte del Imperio Otomano junto con el resto de Palestina. La ciudad disfrutó de un próspero periodo de renovación y paz bajo el mandato de Solimán el Magnífico. En 1538, la muralla que hoy rodea la Ciudad Vieja fue construida; tiene una extensión aproximada de 4,5 km. y su altura varía entre los 5 y 15 m., con un espesor de hasta 3 m. El muro posee 43 torres y once puertas; siete están abiertas y cuatro permanecen selladas.[cita requerida]. Las cuatro puertas principales de la ciudad son la Puerta de Jaffa, la Puerta de Damasco, la Puerta de los Leones y la Puerta de Sion; todas fueron construidas de acuerdo a los cuatro puntos cardinales, y se dirigen hacia las principales ciudades de la región. La Puerta Dorada es llamada en hebreo y árabe la "Puerta de la Misericordia", y de acuerdo a la tradición judía, por esta puerta el Mesías entrará en Jerusalén; los otros tres accesos sellados conforman la denominada Puerta de Hulda.
A lo largo de gran parte del dominio otomano, Jerusalén siguió siendo un centro provincial con gran importancia religiosa que no se beneficiaba de la principal ruta comercial entre Damasco y El Cairo. El libro de referencia inglés "Modern history or the present state of all nations", escrito en 1744, afirmaba que "Jerusalén todavía es reconocida como la capital de Palestina, por mucho que haya decaído de su antiguo esplendor". Los otomanos trajeron consigo muchas innovaciones, y entre los primeros síntomas de modernización de la ciudad se introdujeron modernos sistemas postales gestionados por los diversos consulados y servicios regulares de diligencias y carruajes. A mediados del siglo XIX, los otomanos construyeron la primera carretera pavimentada entre Jaffa y Jerusalén, mientras que el ferrocarril llegó a la ciudad hacia el año 1892.
Cuando el egipcio Mehmet Alí conquistó la ciudad en 1831, las misiones diplomáticas y los consulados comenzaron a asentarse en la Jerusalén. En 1836, Ibrahim bajá permitió a los judíos de Jerusalén restaurar cuatro importantes sinagogas, entre ellas la sinagoga Hurva. Durante la revuelta de campesinos que convulsionó Palestina, Qasim al-Ahmad dirigió sus fuerzas desde Nablus y atacó Jerusalén ayudado por el clan Abu Gosh, y entró en la ciudad el 31 de mayo de 1834. Los cristianos y judíos de la ciudad sufrieron diversos ataques. El ejército egipcio de Ibrahim derrotó a las fuerzas de Qasim en Jerusalén al mes siguiente.

Aunque los otomanos reinstauraron su control sobre la ciudad en 1840, muchos musulmanes egipcios permanecieron en Jerusalén y judíos provenientes de Argel y de otras partes del norte de África comenzaron a asentarse en la ciudad en números cada vez mayores. Durante las décadas de 1840 y 1850, las grandes potencias internacionales comenzaron un tira y afloja en Palestina buscando aumentar la protección de las minorías religiosas de la zona, una disputa llevada a cabo principalmente por los representantes consulares presentes en Jerusalén. Según el cónsul prusiano, la población en 1845 era de 16 410 habitantes, de los que 7120 eran judíos, 5000 musulmanes y 3390 cristianos, además de 800 soldados turcos y 100 europeos. El número de peregrinos cristianos creció bajo el control otomano y la población de la ciudad se doblaba al llegar la Pascua.

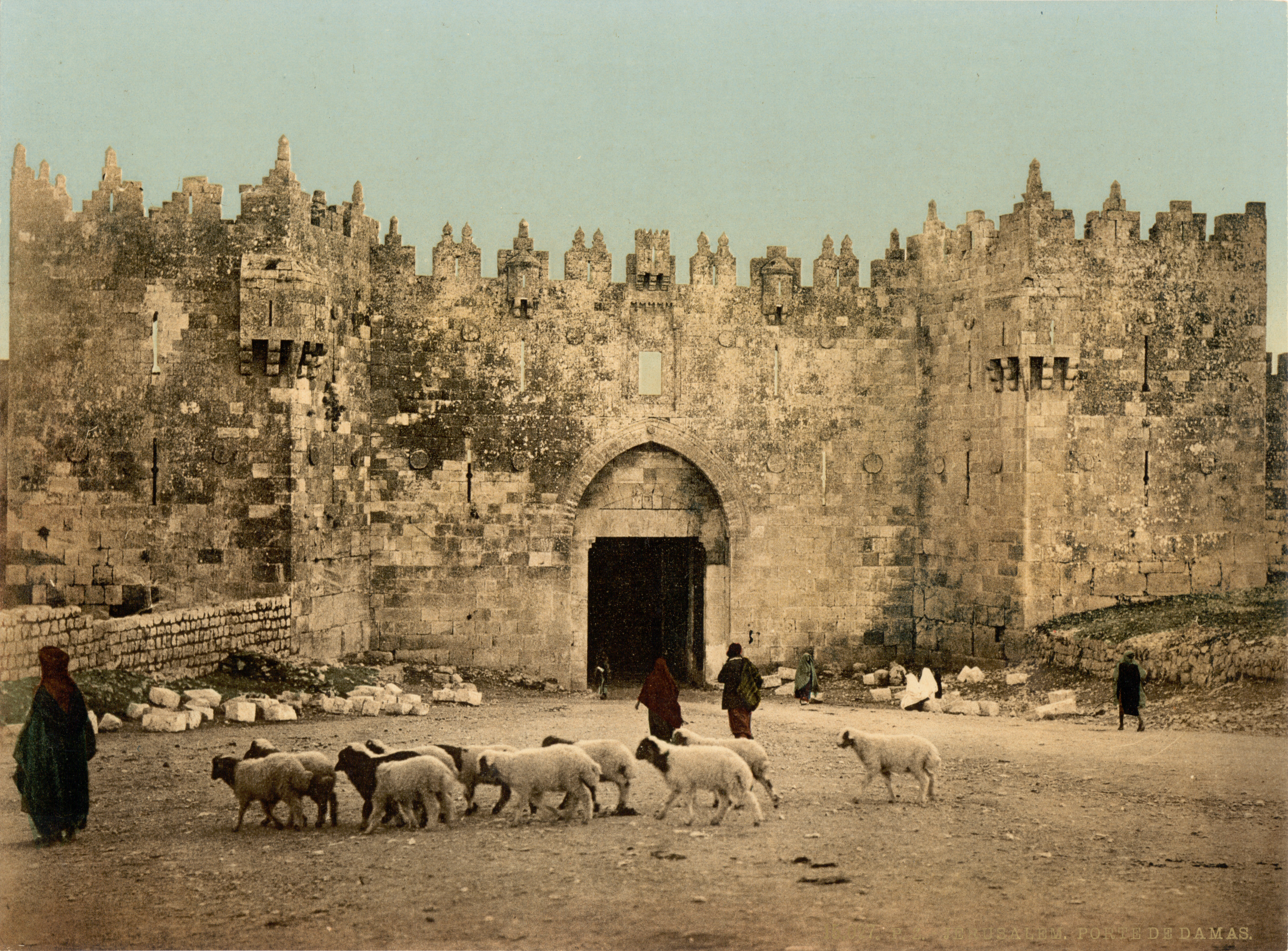
La Puerta de Damasco hacia 1900.

En la década de 1860, nuevos barrios comenzaron a desarrollarse fuera de las murallas de la Ciudad Vieja para alojar a los peregrinos y para aliviar la importante superpoblación y las deficientes instalaciones sanitarias dentro de la ciudad. El Complejo Ruso y Mishkenot Sha'ananim fueron fundados en 1860; este último fue erigido gracias a la donación del filántropo Moisés Montefiori, quien financió la construcción en la zona de siete molinos de viento —hoy en día quedan solo dos—, para incentivar a los pobladores a salir de las murallas y sumarse a los nuevos barrios. En los años y décadas siguientes se construyeron Mahane Israel (1868), Nahalat Shiv'a (1869), la Colonia Alemana (1872), Beit David (1873), Mea Shearim (1874), Shimon HaZadiq (1876), Beit Ya'aqov (1877), Abu Tor (década de 1880), la Colonia sueco-estadounidense (1882), Yemin Moshe (1891), y Mamilla y Wadi al-Joz en torno al final del siglo. En 1867, un misionario estadounidense anotó que la población aproximada de Jerusalén estaba "por encima" de los 15 000 habitantes, con entre 4000 y 5000 judíos y 6000 musulmanes. Cada año llegaban de 5000 a 6000 peregrinos cristianos rusos. En 1874, Jerusalén se convirtió en el centro de un distrito administrativo especial llamado el Mutasarrifato de Jerusalén, independiente del Valiato de Siria y bajo la autoridad directa de Estambul.

### Mandato británico de Palestina
En 1917 los ejércitos británicos desplegados en Egipto, liderados por el general Edmund Allenby, avanzaron por la costa oriental del mar Mediterráneo y capturaron la ciudad tras vencer la fuerte resistencia otomana durante la campaña del Sinaí y Palestina en el marco de la Primera Guerra Mundial.
Finalizada dicha contienda, con la derrota del Imperio Otomano, la Sociedad de Naciones otorgó los territorios de Palestina, Transjordania e Irak al Reino Unido en calidad de mandato. Las autoridades británicas se enfrentaron con una serie de problemas derivados de la reciente presencia otomana en la ciudad. El 27 de enero de 1914, el ayuntamiento de Jerusalén y un empresario griego llamado Euripides Mavromatis firmaron una serie de acuerdos para el suministro de agua y electricidad y la construcción de una red de tranvías, todo ello mediante concesiones realizadas por las autoridades otomanas. Cuando los británicos tomaron el control, estas obras aún no habían comenzado y las autoridades británicas se negaron a reconocer la validez del acuerdo. Mavromatis reclamó que la Concesión de Auja, firmada por los británicos con Rutenberg en 1921, coincidía con la suya y, por lo tanto, se le había privado de sus derechos legales. La concesión de Mavromatis siguió adelante pese a los numerosos intentos de las autoridades británicas de abolirla, y cubrió tanto a Jerusalén como a localidades cercanas (por ejemplo, Belén) en un radio de 20 kilómetros alrededor de la Iglesia del Santo Sepulcro.
Los británicos no pudieron calmar las crecientes hostilidades entre la población civil judía y árabe. Los grupos paramilitares judíos se opusieron al régimen británico, puesto que reclamaban un Estado judío independiente y la libre entrada de refugiados judíos de Europa, perseguidos por la Alemania nazi. Por su parte, la población árabe protestaba tanto contra la presencia de las tropas británicas, a las que consideraban una potencia colonial, como contra la creciente llegada de inmigrantes judíos, algo que en ocasiones derivaba en protestas violentas (como, por ejemplo, el pogromo de Jerusalén de 1920) o incluso en levantamientos armados, siendo el más representativo de estos la revuelta árabe de Palestina que tuvo lugar entre 1936 y 1939.
La población de Jerusalén se disparó en el periodo comprendido entre 1922 y 1948, pasando de tener alrededor de 52 000 habitantes a un total de 165 000, de los que aproximadamente dos tercios eran judíos y un tercio eran árabes (tanto musulmanes como cristianos). Bajo el gobierno británico, se construyeron nuevos suburbios verdes al norte y oeste de la ciudad, y se fundó en 1925 la Universidad Hebrea de Jerusalén en el Monte Scopus, con la clase inaugural dictada en alemán por Albert Einstein.[cita requerida]
La tensión entre británicos y judíos aumentó tras el final de la Segunda Guerra Mundial, al terminar la colaboración entre judíos y británicos en la lucha contra los nazis, y al agravarse las restricciones británicas a la inmigración judía, fijadas en el "Libro Blanco". El 22 de julio de 1946 el Irgún, liderado por Menájem Beguín, atentó contra el ala sur del Hotel Rey David, donde se encontraba la base del Secretariado Británico, sede del mando militar y la División de Investigación Criminal (sección especial de la policía). El atentado se saldó con 91 muertos, 17 de ellos judíos, en uno de los mayores atentados ocurridos durante el Mandato británico de Palestina.

### División y reunificación

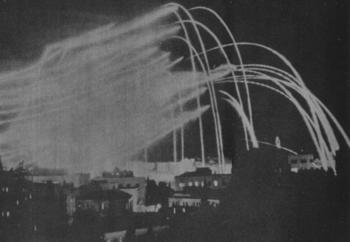
Artillería jordana asolando la ciudad de Jerusalén, entre enero y mayo de 1948.

El territorio del Mandato británico de Palestina fue sometido a una partición aprobada por la Asamblea General de la ONU el 29 de noviembre de 1947, en la que se establecían dos Estados, uno árabe y otro judío, quedando la ciudad de Jerusalén internacionalizada. La resolución establecía: «La ciudad de Jerusalén se establecerá como un corpus separatum bajo un régimen internacional especial y será administrada por las Naciones Unidas». Precisaba que la ciudad de Jerusalén incluiría la municipalidad de Jerusalén y las ciudades y pueblos de su periferia, siendo el más oriental Abu Dis, el más meridional Belén, el más occidental Ein Karim (incluyendo el área urbanizada de Motsa) y el más septentrional Shuafat. Estaba previsto que el régimen internacional de la ciudad de Jerusalén durase diez años, transcurridos los cuales se celebraría un referéndum entre sus habitantes que decidiría el futuro estatus de la ciudad. La propuesta fue aprobada por las autoridades judías pero rechazada tanto por la población árabe de Palestina como por los líderes de los países árabes circundantes, dando inicio al día siguiente a una guerra civil.
Desde mediados de enero de 1948, los cerca de 100 000 habitantes judíos de Jerusalén (tanto de la parte oeste como de la este) fueron sometidos a un intenso asedio por parte de las tropas árabes. En medio de los enfrentamientos, la administración británica abandonó Palestina el 15 de mayo de 1948, fecha en que expiraba el mandato británico y un día después de que David Ben Gurión leyese la Declaración de independencia de Israel en el Museo de Tel Aviv. Al día siguiente los países árabes vecinos iniciaron la invasión del Estado de Israel, dando inicio así a la guerra de Independencia de Israel o guerra árabe-israelí de 1948.

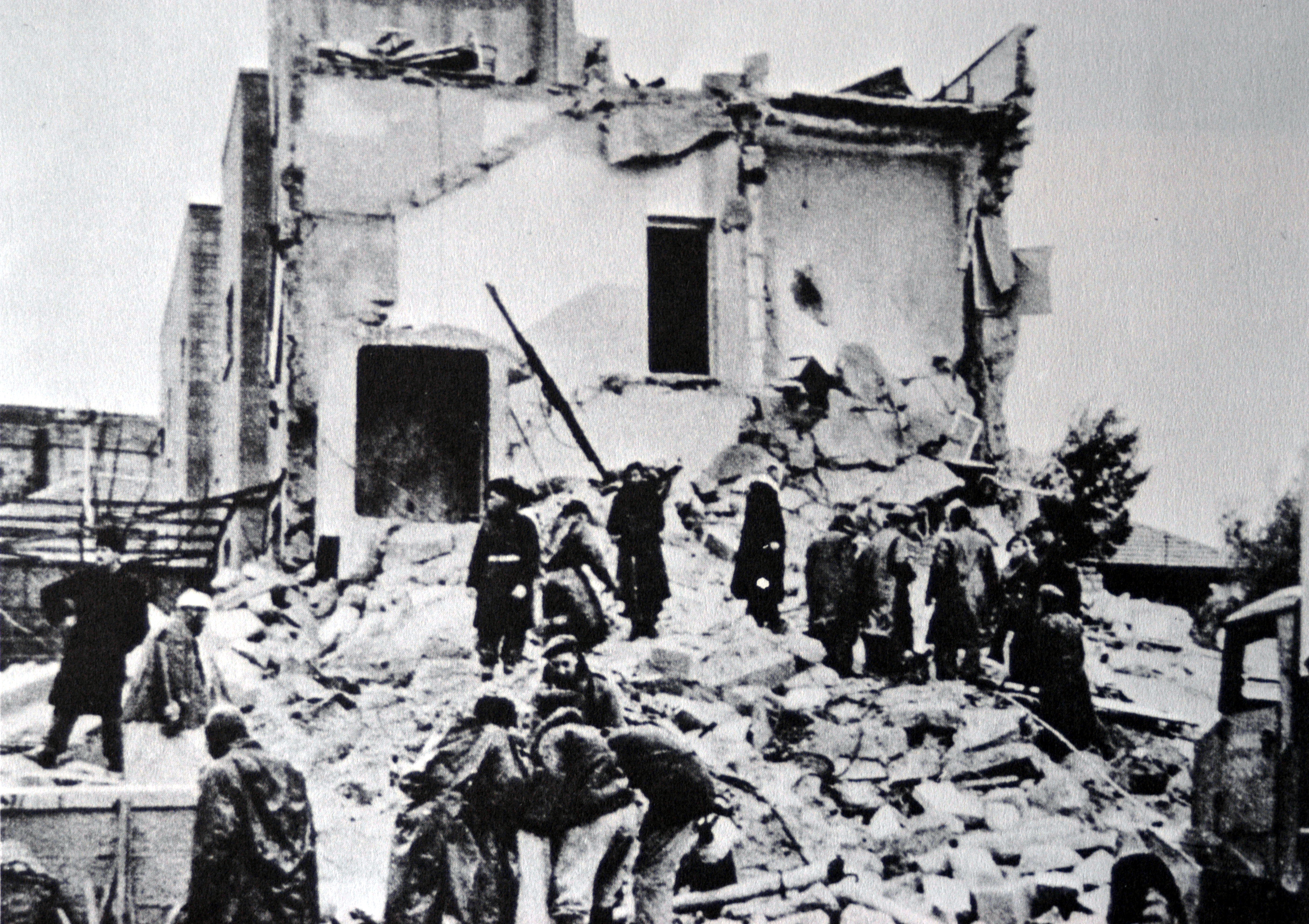
Hotel Semiramis tras el ataque de la Haganá en enero de 1948.

En contravención de la resolución de la ONU, que mantenía a la ciudad fuera de los nacientes estados judío y árabe, Israel tomó el control de una parte de la ciudad que pasaría a conocerse como Jerusalén Oeste, así como gran parte del territorio que había sido asignado al estado árabe; por su parte, Jordania tomó el control de lo que se conocería como Jerusalén Oriental, así como de Cisjordania, la mayor parte de la cual también había de formar parte del estado árabe. La guerra provocó el desplazamiento de los habitantes árabes y judíos de la ciudad. Los 2000 habitantes del Barrio Judío de la Ciudad Vieja fueron expulsados en masa cuando la Legión Árabe la ocupó el 28 de mayo de 1948. El comandante jordano que lideró la operación informó a sus superiores: "Por primera vez en 1000 años no queda un solo judío en el barrio judío. Ni un solo edificio se mantiene intacto. Esto hace que el retorno de los judíos aquí sea imposible". Dos días después, la Sinagoga Hurva, construida originalmente en 1701, fue volada por la Legión Árabe de Jordania. Por su parte, los habitantes árabes de Katamon, Talbiya y de la Colonia Alemana fueron expulsados de sus hogares. Para cuando la contienda terminó, Israel tenía el control sobre 12 de los 15 barrios residenciales árabes de Jerusalén. Un mínimo aproximado de 30 000 jerosolimitanos se convirtieron en refugiados.
El esfuerzo militar que permitió mantener abierto el camino entre Tel Aviv y Jerusalén, para evitar que los barrios judíos de la ciudad cayeran en manos jordanas, llevó varios meses de intensas luchas, y fue uno de los que más vidas les costó a Israel en toda su historia. La partición prevista por la ONU nunca se llevó a cabo a efectos reales, debido a la guerra civil y a la posterior guerra árabe-israelí durante la cual Jerusalén fue ocupada por las tropas de Jordania e Israel, haciéndose los primeros con la ciudad vieja y los últimos con los barrios modernos. El conflicto dejó la ciudad dividida en dos, hasta su reunificación tras la guerra de los Seis Días.
En noviembre de 1948 se estableció una tierra de nadie entre las posiciones militares de ambos ejércitos. Moshe Dayan, comandante de las fuerzas israelíes en Jerusalén, se reunió con su homólogo jordano Abdullah el-Tell en una casa desierta del barrio jerosolimitano de Musrara y trazaron en un mapa las posiciones de ambos: la posición israelí con una línea roja y la jordana con una línea verde. El armisticio árabe-israelí de 1949 se estableció sobre la base de la línea de demarcación, llamada Línea Verde, fijada por el avance militar de ambas partes. Dejaba la parte oeste del lado israelí, mientras que la parte este quedaba en manos de Jordania, incluyendo la Ciudad Vieja, pero con excepción de un enclave israelí en el Monte Scopus, donde se encontraba la Universidad Hebrea y el Hospital Hadassah, instituciones que suspendieron sus actividades en esa zona hasta después de la guerra de los Seis Días. Se erigieron barreras de alambre de espino y de cemento por el centro de la ciudad, pasando cerca de la Puerta de Jaffa (en la zona oeste de la Ciudad Vieja amurallada), y se estableció un paso fronterizo en la Puerta Mandelbaum, algo más al norte. Hubo frecuentes escaramuzas que amenazaron el alto el fuego sin llegar nunca a romperlo. Entre los acuerdos que constituyen el armisticio, la resolución 303 de la Asamblea General de la ONU de 9 de diciembre de 1949 reafirmaba el estatuto internacional de Jerusalén tal como lo definía la resolución 181 de 1947, estatus que sigue estando vigente para la ONU en la actualidad.

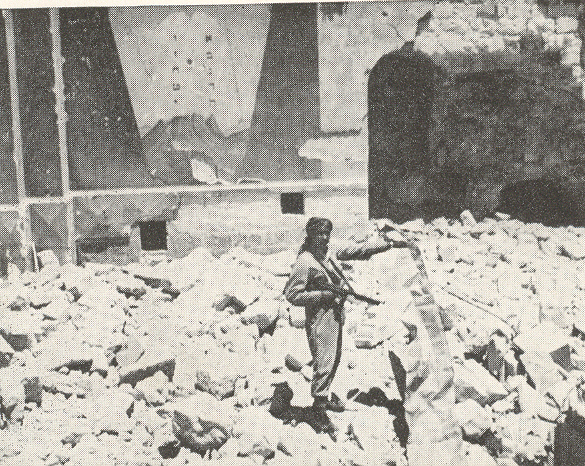
Un legionario árabe sobre las ruinas de la Sinagoga Hurva, destruida a principios de junio de 1948.

Tras el establecimiento del Estado de Israel, Jerusalén fue declarada oficialmente como su capital. Jordania se anexionó formalmente Jerusalén Este en 1950, sometiéndola a la ley jordana, y en 1953 la declaró "segunda capital" de Jordania. La capitalidad israelí de Jerusalén no fue reconocida por ningún país del mundo, y la anexión jordana solo fue reconocida por el Reino Unido y Pakistán sobre la base de la situación de facto, aunque algunos académicos dudan de que este último reconocimiento tuviera lugar. Tras obtener el control de la Ciudad Vieja de Jerusalén, la administración jordana mantuvo y renovó los lugares sagrados musulmanes pero, en contra de los acuerdos de armisticio, negó a los judíos el acceso a sus santos lugares, muchos de los cuales fueron destruidos o profanados. En cuanto a los lugares sagrados cristianos, Jordania permitió un acceso muy limitado a los fieles; estas restricciones llevaron a una parte de la población cristiana a abandonar la ciudad. Durante la administración árabe de diecinueve años, un tercio de los edificios del barrio judío fueron destruidos por los jordanos. Todas menos una de las cincuenta y tres casas de culto judío que existían en la Ciudad Vieja fueron destruidas. Las sinagogas fueron destruidas o saqueadas y despojados sus interiores para ser utilizados como gallineros o establos.
En 1948, antes de la creación del Estado de Israel, la Ciudad Nueva tenía una extensión de 19,3 km², frente a 0,8 km² de la Ciudad Vieja. La propiedad árabe en ella era del 40 %, la judía del 26,12 % y las comunidades cristianas del 12,86 %. Las propiedades del gobierno y la municipalidad eran del 2,9 %, mientras que el resto (17,12 %) correspondía a calles, carreteras y vías férreas. Como resultado del armisticio que siguió a la guerra de 1948, el 84 % de la ciudad moderna pasó a ser parte del estado de Israel. En esos poco más de 16 km², la propiedad árabe era del 33,69 % frente al 30 % de propiedad judía.[cita requerida]
En el primer día de la guerra de los Seis Días, el ejército jordano atacó Jerusalén Oeste con tiros de mortero. La respuesta de Israel fue inmediata, y en solo 48 horas, su ejército aplastó a las falanges árabes, conquistando la parte este de la ciudad y sus alrededores. El 7 de junio, penetraba en la Ciudad Vieja.

### Planificación y reconstrucción
Nada más terminar la guerra, el Estado israelí redefinió los límites de Jerusalén, anexionando los 6,5 km² de la Ciudad Vieja y 64,5 km² de terrenos que pertenecían a 28 pueblos de los términos municipales de Belén y Ramala, en Cisjordania.
Del 10 de junio al 12 de junio de 1967, el Barrio marroquí de la Ciudad Vieja fue destruido para crear una explanada al pie del Muro de las Lamentaciones a fin de acoger a los numerosos peregrinos judíos que se esperaban. La superficie que ocupaba fue anexada al Barrio Judío, iniciándose así la nueva planificación del barrio. El alcalde de Jerusalén Oeste, Teddy Kollek, dio tres horas de plazo a los habitantes (unas 650 personas, 100 familias) para que se llevaran sus pertenencias y desalojaran sus casas antes de que fueran demolidas. El 29 de junio, el alcalde de Jerusalén Este, Ruhi al-Khatib, fue destituido. En abril de 1968, nueve meses más tarde, el ministerio israelí del Tesoro ofreció una indemnización de 200 dinares a las familias desplazadas, que fue rechazada por parte de ellos.
En los años que siguieron la guerra de 1967, unos 6000 árabes musulmanes y cristianos fueron desahuciados del Barrio Judío, a fin de proceder a la reconstrucción del área. La residencia en este barrio fue prohibida a los no judíos.
A partir de 1967, el área metropolitana de Jerusalén se extendió considerablemente, particularmente en el noreste y sureste de la ciudad. 35 % de las tierras anexionadas de Jerusalén Este fueron oficialmente confiscadas para la construcción de asentamientos o colonias judías, tierras que son consideradas como tierras fiscales por el gobierno de Israel. En el mismo tiempo, 13 % de estas tierras fueron concedidas a los habitantes palestinos. Hasta 2011 se construyeron 15 nuevas ciudades judías en el área metropolitana de Jerusalén Este, dotadas de las necesarias infraestructuras y conectadas con el centro y el oeste de Jerusalén por carreteras reservadas a los colonos, o por el nuevo tranvía de Jerusalén, inaugurado en 2011.
En el año 2000, en los segundos encuentros de Camp David, Yaser Arafat rechazó una propuesta de paz del primer ministro Ehud Barak donde se incluía que los barrios árabes de Jerusalén Este se convertirían en la capital del nuevo Estado. El lugar propuesto era Abu Dis, un suburbio de Jerusalén Este al que se habría renombrado Al-Quds, nombre árabe de Jerusalén. Los palestinos tendrían bajo su soberanía el barrio musulmán y el barrio cristiano y mantendrían el control parcial de sus lugares sagrados. A cambio, el Monte del Templo o Explanada de las Mezquitas habría quedado bajo soberanía israelí, con su custodia religiosa confiada a los palestinos, y los palestinos tendrían que haber cedido 9 % de Cisjordania a Israel.
En Jerusalén Este se encuentra la Ciudad Vieja, con los principales lugares religiosos del cristianismo y el judaísmo —la Iglesia del Santo Sepulcro de los cristianos y el Muro de los Lamentos, único resto del Segundo Templo de Jerusalén de los judíos—, y el Monte del Templo o Explanada de las Mezquitas, lugar también sagrado para los musulmanes, situada tras el muro en el lugar donde antes se alzara el Templo de Salomón, con la Cúpula de la Roca como uno de los lugares destacados de la religión islámica, por ser considerado el lugar desde el cual Mahoma ascendió al cielo.
La Ciudad Vieja está dividida en cuatro barrios, de mayor a menor, el Barrio Musulmán, el Barrio Judío, el Barrio Cristiano y el Barrio Armenio.
La ciudad alberga a casi medio millón de habitantes judíos, de los cuales 180 000 son colonos en los asentamientos de Jerusalén Este.
[cita requerida] Los habitantes árabes de la ciudad suman 300 000, la gran mayoría de los cuales se negaron en el momento de la anexión israelí de su territorio a aceptar la ciudadanía israelí a cambio de jurar lealtad al estado judío,[cita requerida] lo que indica el rechazo mayoritario a aceptar la soberanía israelí en la ciudad. Hoy día viven con el estatus de residentes permanentes lo que no les garantiza los mismos derechos que si poseyeran la ciudadanía israelí.[cita requerida]
El estatus de Jerusalén sigue siendo uno de los puntos clave del conflicto palestino-israelí.

## Capital de Israel

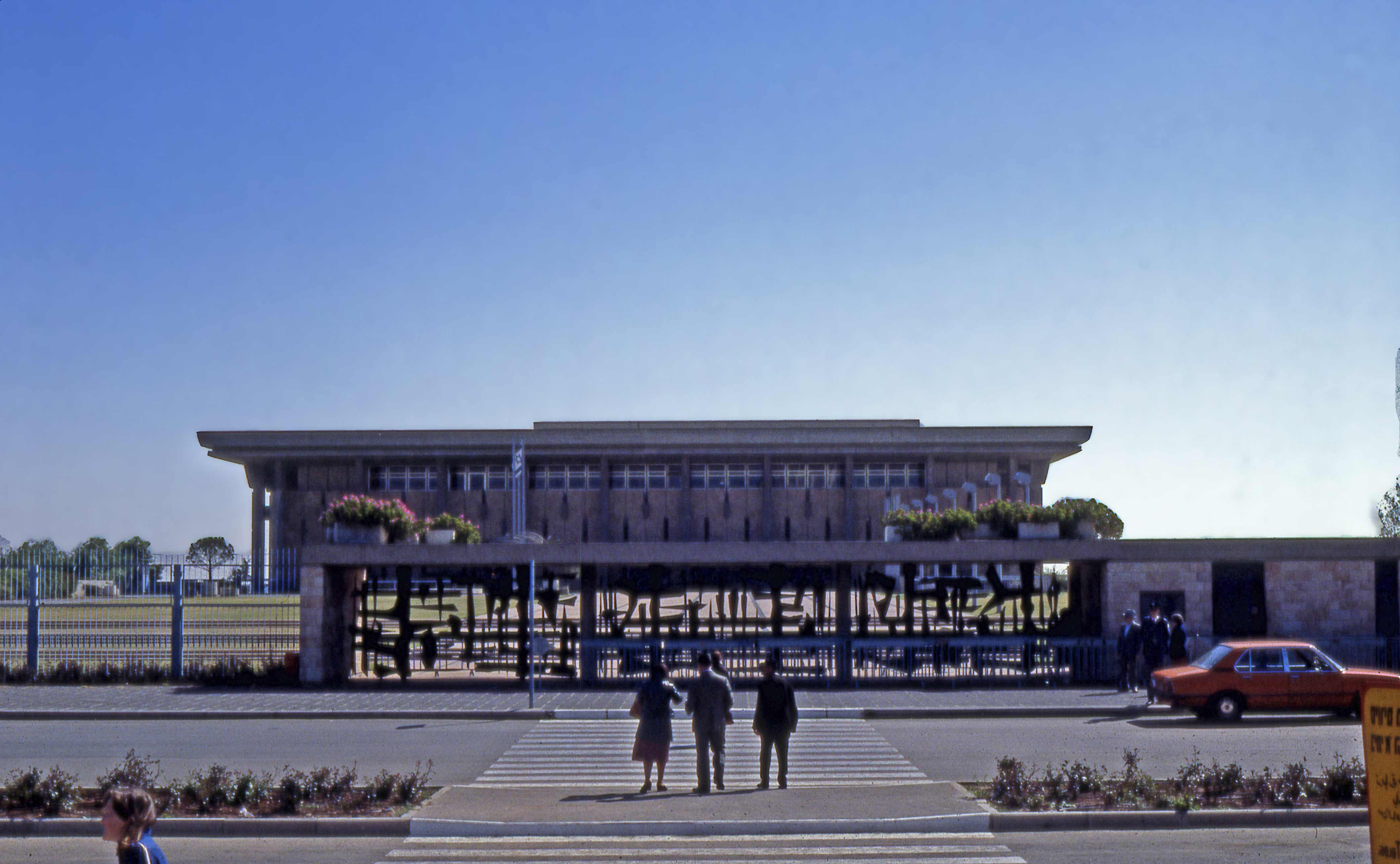
La Knéset, el parlamento de Israel.

El 5 de diciembre de 1949, el entonces primer ministro de Israel, David Ben-Gurión proclamó a Jerusalén capital del Estado de Israel, y desde entonces todos los poderes del Gobierno israelí -ejecutivo, legislativo y judicial- están ubicados allí, tales como la residencia del presidente y del primer ministro de Israel, así como la Knéset, la Corte Suprema y otras instituciones gubernamentales.
Como resultado del armisticio de 1949 tras la guerra de Independencia de Israel, la ciudad quedó dividida entre Israel y Jordania, y la capitalidad solo afectaba entonces a la parte occidental de la ciudad, que era administrada por Israel. Por su parte el rey Abdullah I de Jordania anexionó formalmente Jerusalén Oriental y Cisjordania al resto de su reino en 1950.
En la guerra de los Seis Días de 1967, Israel conquistó el sector oriental de la ciudad —la llamada Jerusalén Este— que estaba en manos de Jordania, anexionándola al resto del municipio. El 30 de julio de 1980, Israel englobó en su legislación nacional ambas partes, oriental y occidental, proclamándola como su "capital eterna e indivisible" mediante la Ley de Jerusalén.
En agosto de 1980, el Consejo de Seguridad de la ONU aprobó la Resolución 478, mediante la cual declaró nula la Ley de Jerusalén y aconsejó a sus Estados miembros que situasen sus embajadas en Tel Aviv como medida de castigo por la anexión. La mayoría, con la excepción de los Países Bajos y doce países hispanoamericanos, ya habían trasladado sus embajadas a Tel Aviv antes de aprobarse dicha resolución. Los últimos en adoptar esa medida fueron Costa Rica y El Salvador: el primero anunció el traslado de sede el 16 de agosto de 2006 y el segundo lo hizo el 25 de agosto de 2006. Paraguay y Bolivia mantienen las suyas en el suburbio jerosolimitano de Mevasseret Zion.
En cuanto a Estados Unidos, su Congreso aprobó una ley en 1995 que declaraba que «Jerusalén debe ser reconocida como la capital del Estado de Israel; y la Embajada estadounidense en Israel deberá establecerse en Jerusalén no más tarde del 31 de mayo de 1999». En nota de prensa del 30 de septiembre de 2002, la Casa Blanca aclaró algunos puntos de la "Ley sobre autorizaciones sobre relaciones exteriores, año fiscal 2003" (HR 1646), sección 214. Esta comunicación informa que la posición con respecto a Jerusalén no ha cambiado pues la sección 214 de la ley 1646 es una interferencia indebida del Congreso frente a la autoridad constitucional del presidente, el único autorizado para manejar las relaciones exteriores de Estados Unidos. La declaración del Congreso solo puede tomarse como una sugerencia y no una orden pues solamente el presidente de los Estados Unidos puede definir la posición de Estados Unidos, solo el presidente puede hablar en nombre de la nación con respecto a sus relaciones internacionales y solo el presidente puede aclarar los términos en los cuales se reconocen los derechos de otros Estados.
El 6 de diciembre de 2017, el presidente estadounidense Donald Trump reconoció oficialmente a Jerusalén como la capital de Israel, convirtiendo a Estados Unidos en el primer país en reconocer la capitalidad de Jerusalén, si bien Rusia reconoce a Jerusalén Oeste como capital de Israel y Jerusalén Este como capital de un futuro estado palestino. Trump agregó que el Departamento de Estado iniciaría el proceso de traslado de la embajada de Estados Unidos a Jerusalén. El reconocimiento se dio en cumplimiento de una promesa de su campaña electoral. El Secretario de Estado Rex Tillerson luego aclaró que la declaración del Presidente "no indicaba ningún estado final para Jerusalén" y "era muy claro que el estatus final, incluidas las fronteras, quedaría en manos de las dos partes para negociar y decidir". La decisión de Trump de reconocer a Jerusalén como la capital de Israel fue rechazada por la mayoría de los líderes mundiales. Además, la decisión generó protestas en varios países musulmanes, especialmente en los territorios palestinos. El principal negociador palestino, Saeb Erekat, declaró que "la solución de dos estados ha llegado a su fin". Sin embargo, el anuncio de Trump fue bien recibido en Israel. Minutos después de finalizar el discurso de Trump, la municipalidad de Jerusalén iluminó las murallas de la Ciudad Vieja con las banderas de Israel y Estados Unidos, en señal de agradecimiento. "Este es un día histórico", declaró el primer ministro israelí, Benjamin Netanyahu, quien calificó de "justa y valiente" la decisión de Trump. Netanyahu aseguró que la decisión de reconocer a Jerusalén como capital de Israel no contradice el deseo de lograr la paz y se comprometió a "trabajar por la paz" con todos sus vecinos, "incluyendo los palestinos". El 14 de mayo de 2018, la embajada estadounidense en Israel inauguró su nueva sede en Jerusalén, provocando manifestaciones en la Franja de Gaza. Días después, Guatemala decidió reconocer internacionalmente a Jerusalén como la capital eterna e indivisible de Israel, trasladando su embajada. A fecha de 2024, solo tres países tienen sus embajadas en Jerusalén: Estados Unidos, Guatemala y Papúa Nueva Guinea.
El 21 de diciembre de 2017 la Asamblea General de las Naciones Unidas, aprobó por amplia mayoría (128 países a favor, 35 abstenciones y 9 en contra) la Resolución A/ES-10/L.22 en la cual reitera que todas las decisiones y los actos que pretendan modificar el carácter, el estatuto o la composición demográfica de Jerusalén no tienen efecto jurídico alguno, son nulos y sin valor y deben revocarse en cumplimiento de las resoluciones pertinentes del Consejo de Seguridad. Asimismo, exhorta a todos los Estados a que se abstengan de establecer misiones diplomáticas en la Ciudad Santa de Jerusalén y exige que todos los Estados cumplan las resoluciones del Consejo de Seguridad relativas a la Ciudad Santa de Jerusalén y no reconozcan actos o medidas que contravengan lo dispuesto en esas resoluciones.
En ocasiones algunos medios de comunicación señalan a Tel Aviv como la capital de Israel, en lugar de Jerusalén. Es el caso de The Washington Post, Columbia Journalism Review o El País, que no admite «que se mencione Jerusalén como capital de Israel, aunque ello no conduce a poder escribir que Tel Aviv lo sea.» En torno a un caso de reclamo presentado por Honest Reporting contra el diario The Guardian por citar Tel Aviv como capital de Israel, una comisión de quejas en el Reino Unido declaró que si bien «es exacto decir que Israel considera Jerusalén como su capital, ello no está reconocido por numerosos países y naciones que mantienen relaciones diplomáticas con Israel y cuyas embajadas están ubicadas en Tel Aviv. Por ello, la Comisión considera que el diario tiene derecho a referirse a Tel Aviv como la capital de Israel». Honest Reporting consideró que la decisión era insultante, y remarcó que es posible citar «Jerusalén como “la disputada capital de Israel”, pero no afirmar que Tel Aviv lo es “como tampoco lo son Haifa, Manchester o Nueva York”». De hecho, la Organización de las Naciones Unidas todavía considera a Tel Aviv como capital de Israel, dado que en el momento en el que Israel fue aceptada como miembro de esta organización, el 11 de mayo de 1949, Tel Aviv era la capital oficial de Israel, y seguía siéndolo cuando se aprobó la resolución 303 que establecía que Jerusalén quedase "bajo un régimen internacional permanente". Desde el punto de vista de la ONU el estatus de Jerusalén es, todavía hoy en día, el de un corpus separatum.

## Economía

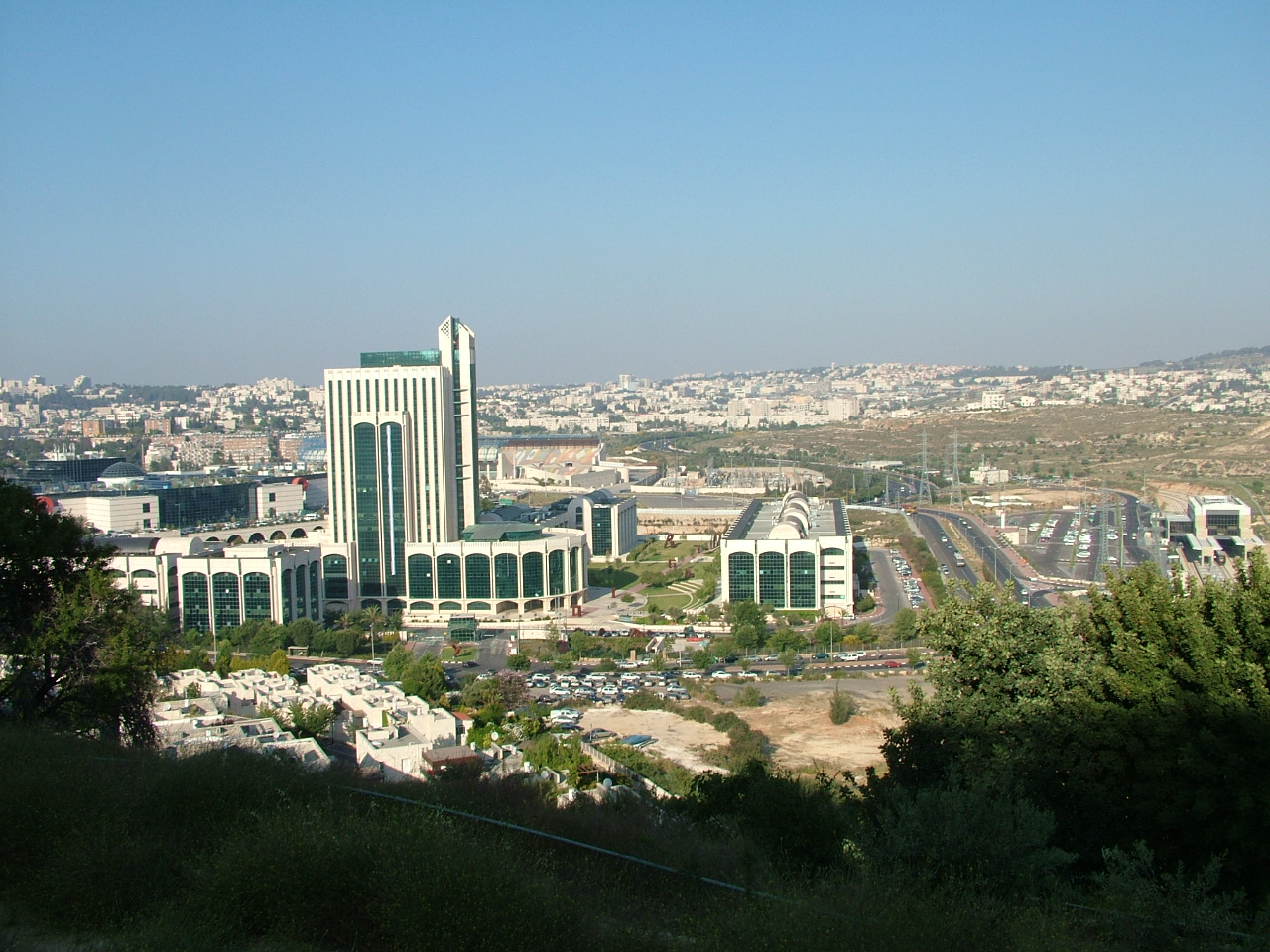
Parque Tecnológico de Jerusalén

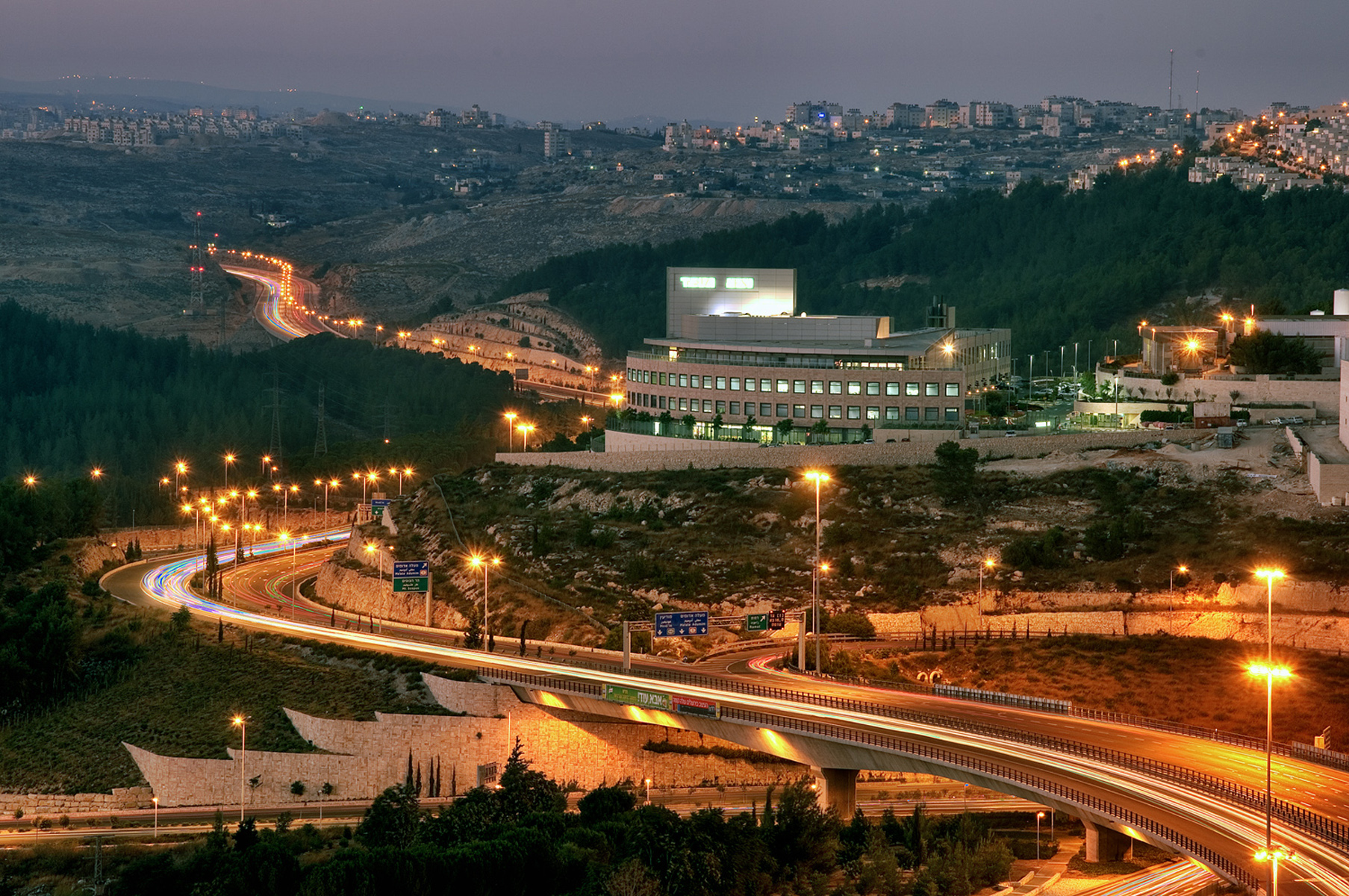
Parque tecnológico en Har Hotzvim

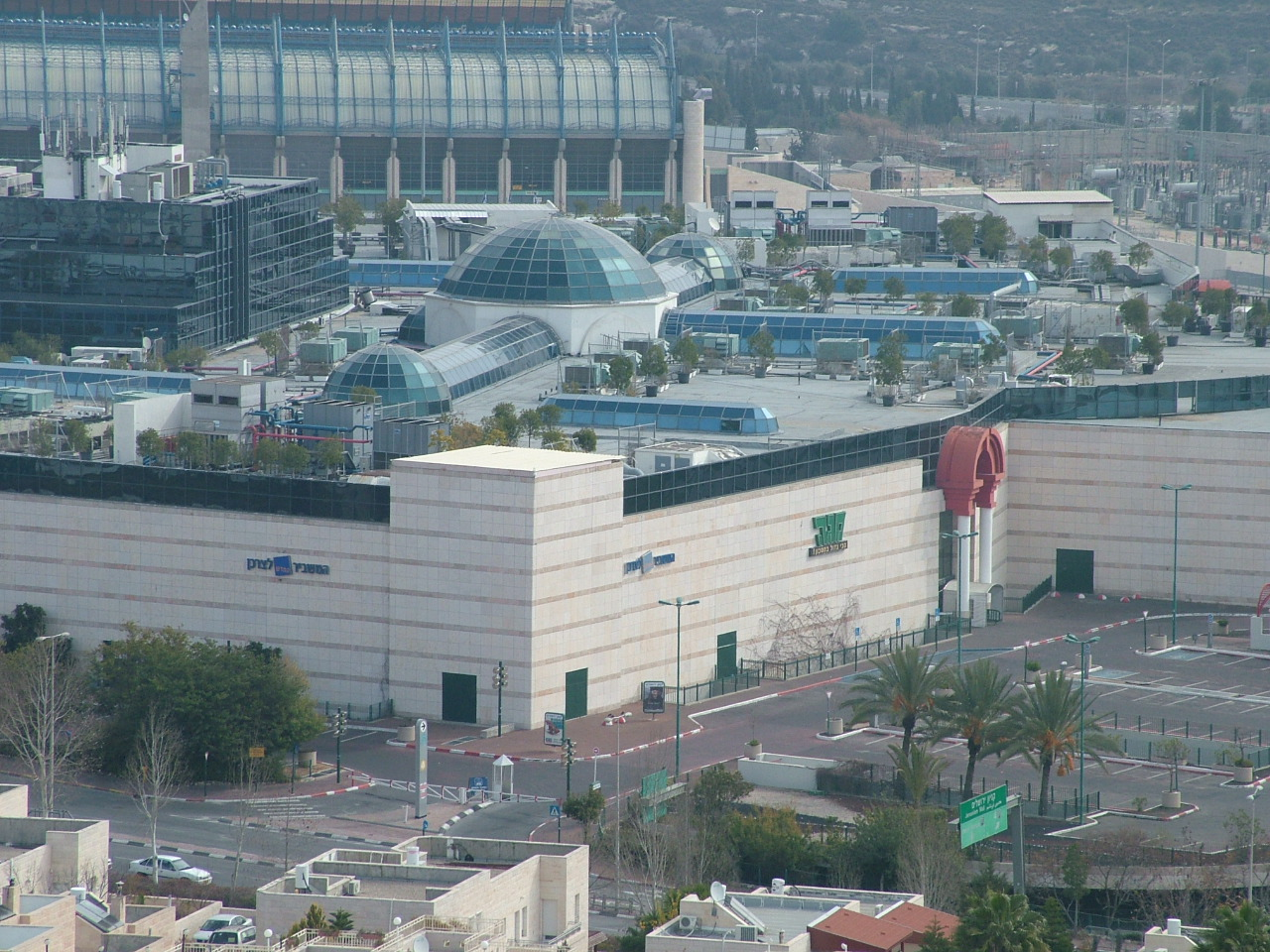
Centro Comercial Malha

Desde la Antigüedad, la economía de Jerusalén dependió casi exclusivamente de los peregrinos ya que está ubicada lejos de los principales puertos de la región; Jaffa y Gaza. Desde la toma de la ciudad, el gobierno israelí consideró que la economía de Jerusalén no podía depender de su significado histórico y religioso.
Durante el mandato británico, una ley fue establecida requiriendo que todos los edificios fueran construidos de Meleke para preservar la característica estética e histórica única de la ciudad. Complementando esta arquitectura, que aún sigue en vigor, está el desincentivo de la industria pesada en Jerusalén; solo alrededor del 2,2 % de la tierra de Jerusalén es zonificación por "industrias e infraestructura." Por comparación, el porcentaje de tierra en Tel Aviv zonificación por industrias e infraestructura es dos veces más alta, y en Haifa, siete veces más alta. Desde la toma de Jerusalén y su declaración como capital de Israel, el gobierno israelí ha sido el mayor inversor en la economía jerosolimitana, ofreciendo subsidios e incentivos para nuevas iniciativas en negocios y empresas emergentes. Al mismo tiempo, estando la mayoría de instituciones del Estado ubicadas en esta ciudad, una parte importante de la actividad económica se desarrolla en torno al sector público e institucional, con el propio gobierno generando gran número de empleos en el mercado local.
Solo el 8,5 % de la fuerza de trabajo del Distrito de Jerusalén es empleada en el sector de manufactura, que es la mitad del promedio nacional (15,8 %). Más alto que el porcentaje promedio son los empleados en educación (17,9 % contra 12,7 %); salud y bienestar (12,6 % frente a 10,7 %); comunidad y servicio social (6,4 % frente a 4,7 %); hoteles y restaurantes (6,1 % frente a 4,7 %); y la administración pública (8,2 % frente a 4,7 %).
A pesar de que Tel Aviv permanece en el centro financiero de Israel, un número creciente de compañías de alta tecnología se están trasladando a Jerusalén, con 12 000 empleos en 2006. El parque industrial del norte de Jerusalén Har Hotzvim es la sede de algunas de las mayores corporaciones de Israel, entre ellas Intel, Teva Pharmaceutical Industries, y ECI Telecom. Los planes de expansión para el parque industrial prevén un centenar de nuevos negocios, un puesto de bomberos, y una escuela, cubriendo un área de 530000 m² (130 acres).
Aunque muchas estadísticas indican crecimiento económico en la ciudad desde 1967, el este de Jerusalén ha quedado muy atrás en relación con el desarrollo de la parte occidental de Jerusalén. Sin embargo, el porcentaje de familias con personas empleadas es mayor para familias árabes (76,1 %) que para familias judías (66,8 %). La tasa de desempleo en Jerusalén (8,3 %) es un poco mejor que la media nacional (9,0 %), aunque la fuerza de trabajo civil se estima a menos de la mitad de todas las personas de 15 años en adelante - queda por debajo de la comparación a la de Tel Aviv (58,0 %) y Haifa (52,4 %).
La pobreza de la ciudad ha crecido bastante en los últimos años; entre 2001 y 2007, el número de personas por debajo de la línea de pobreza creció un 40 %. En 2006, el ingreso per cápita mensual de un trabajador en Jerusalén fue de 5940 nuevos séqueles (NIS) (US $ 1410), NIS 1350 menor que la recibida por un trabajador en Tel Aviv.

## Lugares santos para cristianismo, islam y judaísmo
En el siglo XX, el marco histórico religioso de la ciudad sigue siendo el principal atractivo para los visitantes extranjeros, quienes visitan sobre todo la Ciudad Antigua y el Muro de los Lamentos, Jerusalén es considerada una ciudad sagrada por las tres grandes religiones monoteístas: el judaísmo, el cristianismo y el islam. Para el judaísmo es allí donde el rey David estableció la capital del Reino de Israel y lugar de asentamiento del Arca de la Alianza, y donde su hijo Salomón construyó el Templo, hacia donde deben dirigirse las plegarias; para el cristianismo es allí donde predicó Jesús, fue crucificado y resucitó; es también la tercera ciudad sagrada del islam, donde para los musulmanes el profeta Mahoma subió al cielo y a la que miraban los primeros musulmanes al rezar, antes de pasar a hacerlo de cara a La Meca, en Arabia Saudita.
Desde que Israel se hizo con el control de la Ciudad Vieja de Jerusalén en 1967, esta goza de plena libertad religiosa para todas las confesiones, al igual que en todo el país. En noviembre de 2010 el Departamento de Estado de Estados Unidos, en la sección dedicada a Israel y los Territorios Ocupados de su informe anual sobre la libertad religiosa en el mundo, afirma que aunque el gobierno israelí apoye la libre práctica de las religiones, existe una discriminación legal y estatal contra los no judíos y las ramas no ortodoxas del judaísmo, así como impedimentos y restricciones de acceso a los lugares santos para los fieles de religiones distintas a la judía, un hecho que el informe viene denunciando desde hace varios años.
El informe declara, que si bien la Ley de Protección de los Lugares Santos de 1967, es aplicable a todas las religiones presentes en el país y en todo Jerusalén, las normas de protección solo se aplican a los lugares santos judíos ya que el gobierno y la ley de 1967 no reconocen como lugares santos oficiales a los de otras religiones.

### Según el cristianismo

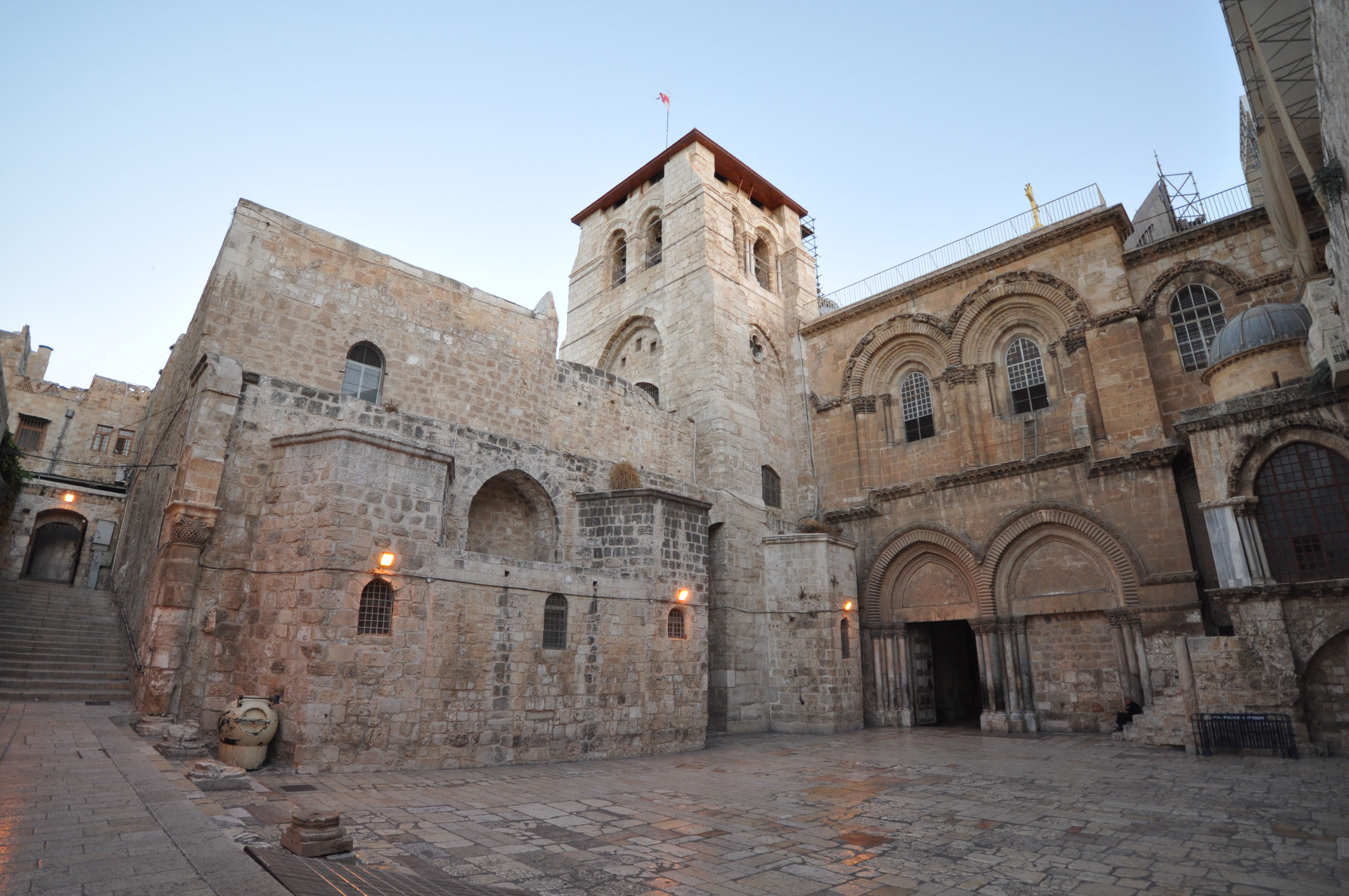
Iglesia del Santo Sepulcro.

- Iglesia del Santo Sepulcro: Allí está el Calvario donde fue crucificado Jesús, así como el "Sepulcro del Salvador". Es el lugar más santo del cristianismo.
- Cenáculo: Habitación del piso alto donde Jesús celebró la Última Cena, donde se apareció a los apóstoles y donde estos recibieron el Espíritu Santo en Pentecostés.
- Basílica de las Naciones o de la Agonía: Ubicada en el Monte de los Olivos, donde Jesús pasó sus últimos momentos antes de ser detenido.
- Iglesia del Dominus Flevit: Desde allí, Jesús contempló la ciudad santa y lloró por ella (episodio conocido como Flevit super illam en Latín) en el Domingo de Ramos.
- Iglesia del Padre Nuestro: Lugar donde Jesús enseñó esa oración a los discípulos.
- San Pedro in Gallicantu: Iglesia que recuerda el lugar donde estaba la casa de Caifás donde fue juzgado Jesús y donde fue negado por San Pedro.
- Litostrotos: Pavimento de la antigua Fortaleza Antonia de los romanos donde Jesús fue coronado de espinas y ultrajado por los soldados romanos.
- Vía Dolorosa: Camino que siguió Jesús con la cruz desde la Fortaleza Antonia hasta el Calvario. En él están marcadas las estaciones, estando las últimas en la Basílica del Santo Sepulcro.
- Abadía de Hagia María o de la Dormición: Recuerda el lugar donde según la tradición cristiana tuvo lugar la dormición de la Virgen, rodeada por los apóstoles. En su cripta se halla una imagen de la Virgen Yacente.
- Iglesia de Santa Ana: Lugar en donde, de acuerdo a la tradición católica, nació la Virgen María.
- Edículo de la Ascensión: Lugar desde el cual Jesús subió al cielo.

### Según el islam

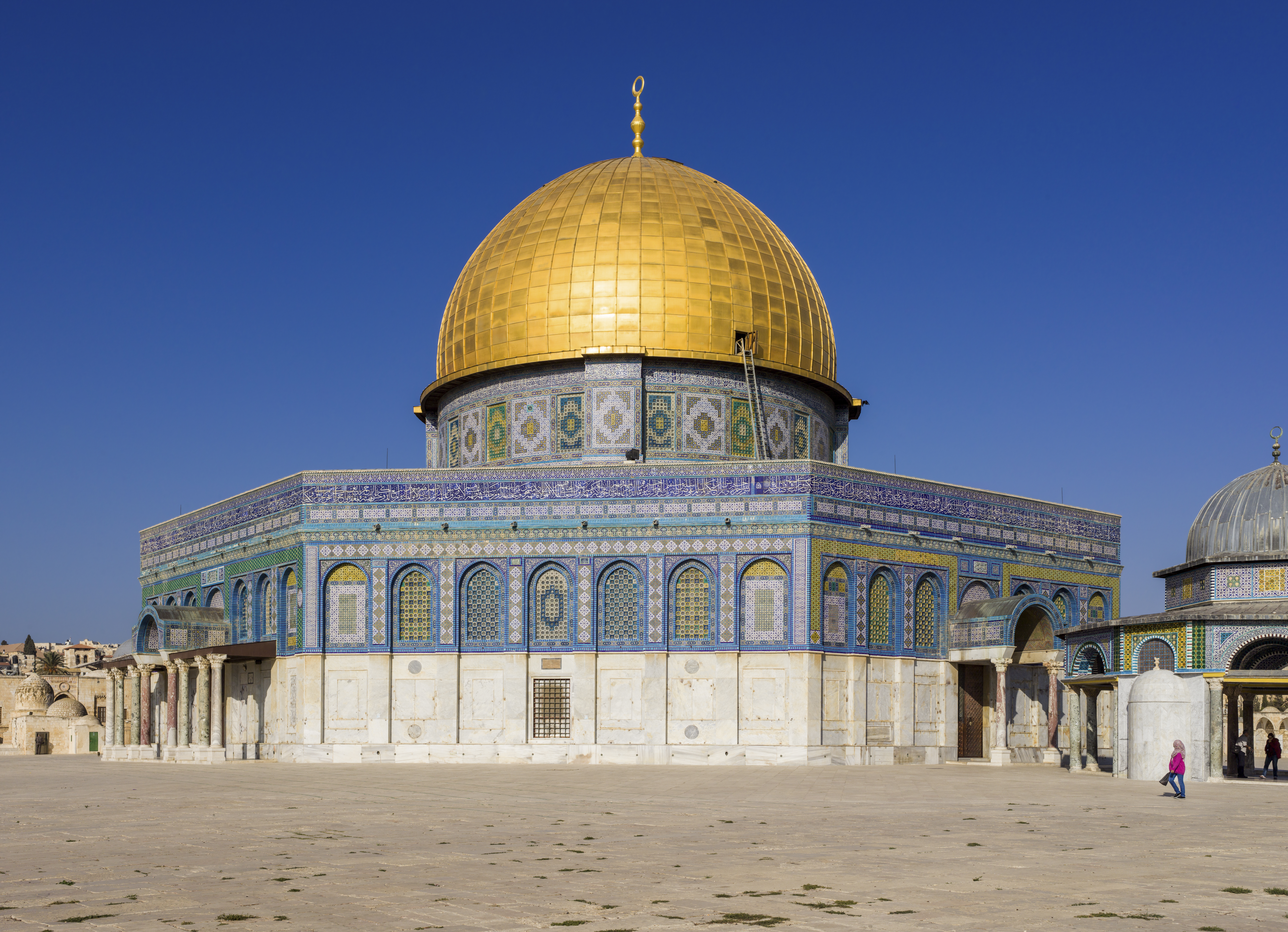
La Cúpula de la Roca.

- La Cúpula de la Roca: ubicada en el centro del Monte del Templo, es un santuario —no una mezquita— construido entre los años 687 y 691 por el noveno califa, Abd al-Malik, alrededor de la roca en la que Abraham estuvo a punto de sacrificar a su hijo Isaac. Según la tradición islámica (Sura 17 del Corán), en un sueño de Mahoma que relata "desde la Mezquita Sagrada hasta la Mezquita Lejana", sin mencionar ninguna ciudad, ascendió hasta el trono de Alá en el curso de un viaje nocturno a la ciudad desde Medina. Sin embargo, a raíz de la conquista de Jerusalén por Saladino, se cree que este cambió el significado de dicho lugar sagrado por el de Jerusalén para afianzar la dominación política del islam sobre la tierra de Judea.[cita requerida]
- La mezquita de Al-Aqsa: situada en el extremo meridional de la Explanada de las Mezquitas, fue construida unos años después de la Cúpula de la Roca (705) y reconstruida varias veces después. Es el templo musulmán más importante de Jerusalén.[cita requerida]
- La Explanada de las Mezquitas: llamada Al-Haram ash-Sharif en árabe ("Noble Santuario" en español), su recinto alberga los dos monumentos anteriores. Es el tercer lugar sagrado del islam tras La Meca y Medina.[138][139] El conjunto es un waqf, un bien musulmán gestionado por administradores musulmanes (a los que se refiere también como Waqf) desde el siglo VII,[140] y colocado bajo supervisión del gobierno de Jordania desde la firma del tratado de paz en 1994.[141]

### Según el judaísmo

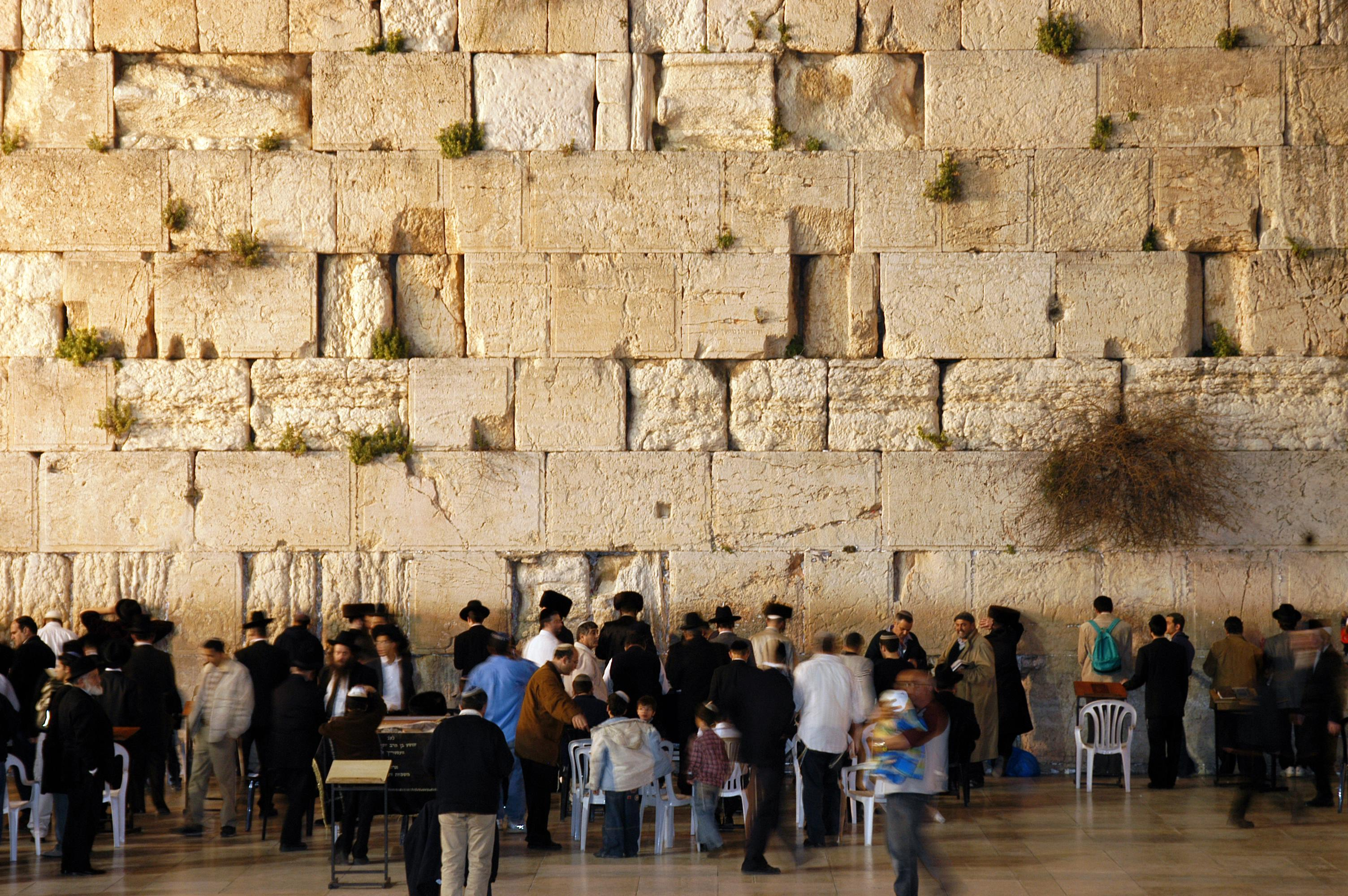
Fieles judíos rezando ante el Muro de las Lamentaciones.

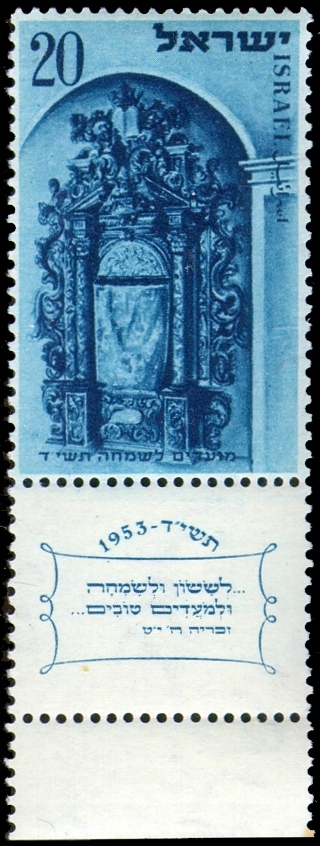
Hejal de una Sinagoga de Jerusalén. Estampilla israelí, 1953. Inscripción hebrea: "en gozo y alegría, y en festivas solemnidades" (Zacarías 8:19).

Jerusalén es la más sagrada de las ciudades del judaísmo, así como el epicentro espiritual del pueblo judío desde el siglo X a. C., cuando el sitio fue escogido por el rey David para el emplazamiento del Templo Sagrado. En 1840 la comunidad judía constituyó el mayor grupo religioso de la ciudad y desde 1880 en adelante conforma la mayoría dentro de la misma.
La ciudad de Jerusalén se encuentra en una categoría especial en la ley religiosa judía. Específicamente, los judíos que se encuentran fuera de Jerusalén oran hacia su dirección, y el Ma'aser Sheni, el Révai y los Primeros Frutos debe ser consumidos en Jerusalén. Cualquier expansión de la ciudad para estos fines deben ser aprobados por el Sanedrín. Cuando el Templo de Jerusalén fue levantado, Jerusalén observaba las leyes especiales relativas a las cuatro especies en Sucot, y el Shofar en Rosh Hashaná.
Desde hace mucho tiempo Jerusalén ha sido incorporado a la conciencia religiosa judía. El pueblo judío ha estudiado la lucha por el Rey David de la conquista de Jerusalén y su deseo de construir el templo judío, como se describe en el Libro de Samuel y el Libro de los Salmos. Muchos de los anhelos del Rey David sobre Jerusalén se han adaptado en oraciones y cantos populares.
Jerusalén aparece en el Tanaj (Biblia Hebrea) 669 veces y Sion (que por lo general significa Jerusalén, así como Tierra de Israel) aparece 154 veces. En el judaísmo se considera la Ley escrita, la base de la Ley Oral (el Mishná, el Talmud y el Shulján Aruj) estudiado, practicado y atesorado por el pueblo judío y el judaísmo durante tres milenios. El Talmud desarrolla en profundidad la conexión judía con la ciudad.
El Muro de las Lamentaciones es el lugar más importante para los judíos. Último remanente del templo judío construido por Herodes sobre las ruinas del templo de Salomón. Comprende el Muro Occidental, sección principal del Muro, ubicado en el vecindario judío de la Ciudad Vieja; y el Pequeño Muro, extensión del Muro Occidental, ubicado en un vecindario árabe, es lugar de oración para los judíos de distintas corrientes. El Templo fue construido en el lugar en el que, según la tradición judía, Abraham se aprestó a sacrificar a su hijo, Isaac.
El Monte del Templo (donde hoy se encuentra el Domo de la Roca y la Mezquita de Al-Aqsa) es considerado el lugar más sagrado, ya que en él se encontraba el Sancta Sanctorum, donde se alojaban las Tablas de la Ley. Durante el inicio de la Edad Media la zona al frente del Muro de las Lamentaciones fue usada como basurero, es por esto que la Puerta cercana al Muro se llama "Puerta Dung o Dung Gate". En el siglo XVI, el Sultán Suleiman II descubrió la ubicación del Muro e hizo limpiar la zona.

## Cultura
A pesar de que Jerusalén es reconocida principalmente por su significado religioso, la ciudad también alberga muchos lugares artísticos y culturales.
El Museo de Israel, el mayor y más importante organismo cultural del Estado de Israel que ocupa un lugar destacado entre los principales museos de arte y arqueología del mundo, atrae a casi un millón de visitantes por año, de los cuales aproximadamente un tercio de ellos son turistas. El complejo, que comprende de 80 000 m², está comprendido de diez alas de arqueología, bellas artes y arte y cultura judía, que acogen colecciones enciclopédicas, incluidas obras que datan desde la prehistoria hasta el presente, y presenta la serie más amplia en el mundo de piezas de arqueología bíblica y de Tierra Santa. El museo tiene un gran jardín con esculturas al aire libre, y una maqueta a escala del Segundo Templo.
La institución cuenta con diez alas o museos:

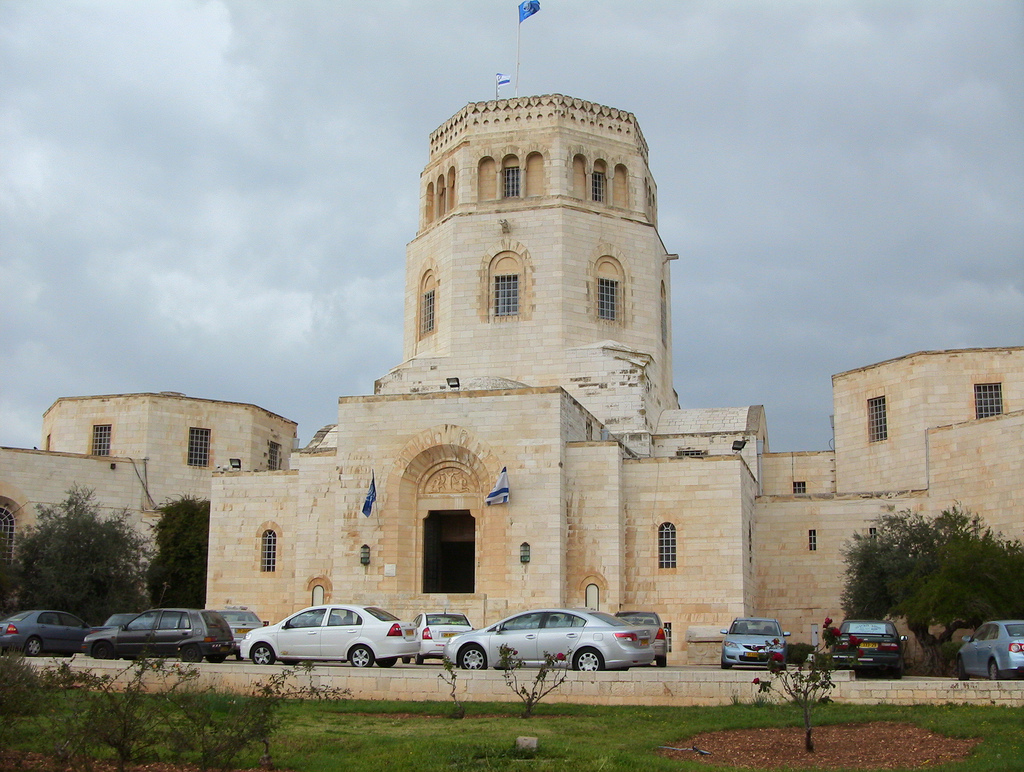
Fachada del Museo Arqueológico Rockefeller.

- Museo arqueológico Rockefeller; situado en Jerusalén Este, al otro lado de las murallas de la Ciudad Vieja de Jerusalén, es el primer museo arqueológico de Medio Oriente. Fue creado bajo el Mandato británico, e inaugurado en 1938. El edificio fue construido ex profeso y alberga una extraordinaria colección de antigüedades descubiertas en las excavaciones realizadas desde los inicios del Mandato. Está considerado como uno de los edificios más hermosos de la ciudad. Es una extensión del departamento de arqueología del Museo de Israel desde 1967, año en el que pasó a depender de la Autoridad de Antigüedades de Israel.[149][150]
- Museo de Bellas artes Edmond y Lily Safra; este museo contiene colecciones obras de arte de toda época y cultura, entre las cuales incluye: arte europeo, arte moderno, arte contemporáneo, arte israelí, arte africano, arte de Oceanía, arte asiático y de América; en fotografía, diseño y arquitectura y grabados y dibujos.[151]

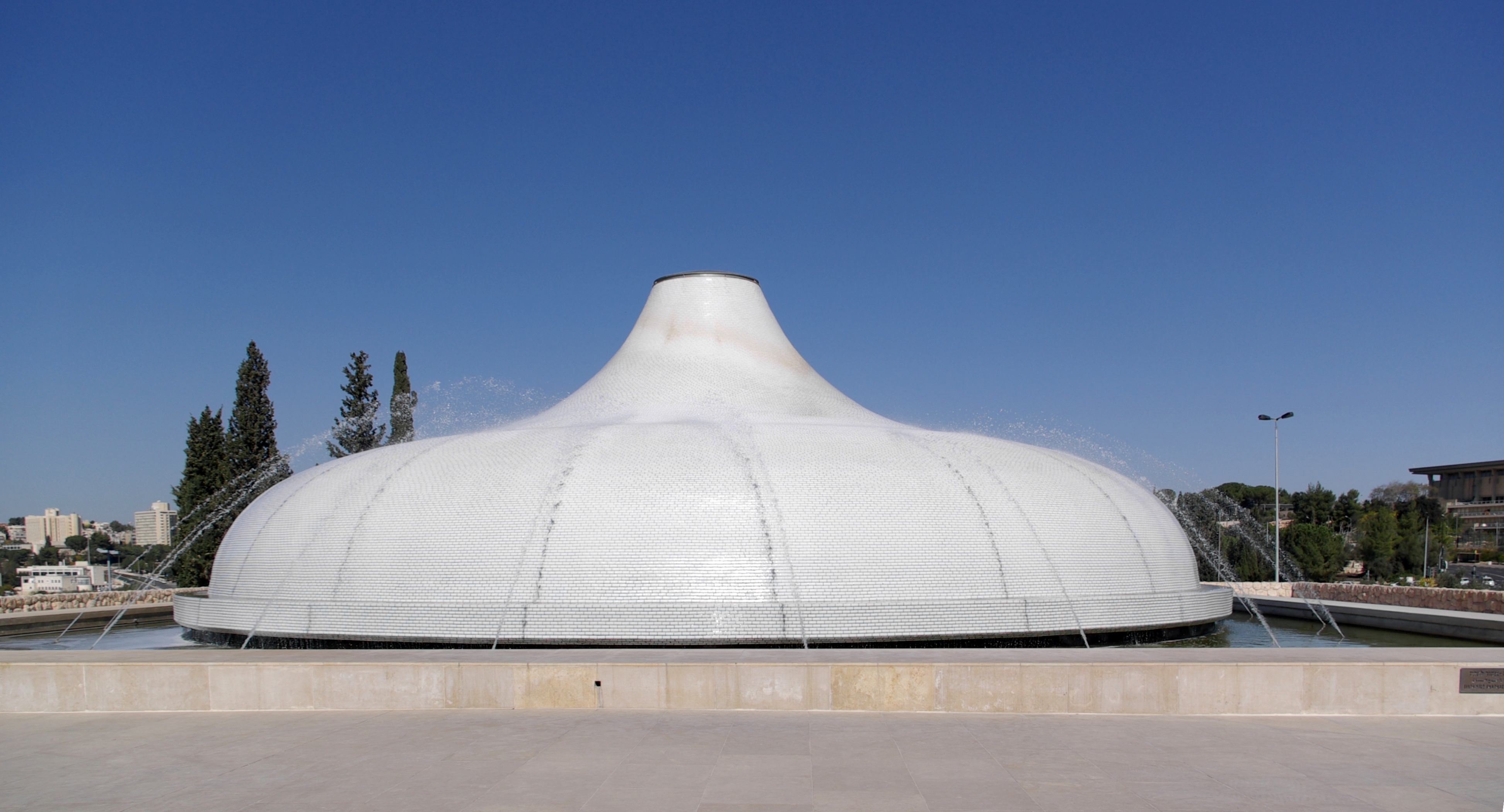
El Santuario del Libro alberga los Rollos del Mar Muerto.

- Ala de Arqueología Samuel y Saidye Bronfman; una exposición permanente del Museo de Israel dedicada a la arqueología de la antigua Tierra de Israel, con unos 6000 hallazgos que revelan la vida cotidiana de los pueblos de la región desde la Edad de Piedra hasta finalizar el período otomano. En esta ala también hay galerías temáticas dedicadas a la elaboración de la antigua escritura hebrea, la historia de las monedas, y la fabricación del vidrio a través del tiempo.[152]
- Ala para las Artes y Vida Judía, Jack, Joseph y Morton Mandel; una muestra de material religioso y secular de las comunidades judías de todo el mundo, desde la Edad Media hasta la actualidad. Cinco principales temas son presentados en sus galerías: "El ritmo de vida: nacimiento, matrimonio, muerte"; "Revelaciones de los escritos"; "El camino de la sinagoga: Santidad y belleza"; "El ciclo del año judío"; "Vestuario y joyas".[153]
- Ala Ruth de la Juventud para la Educación Artística; donde se montan exposiciones temporales y se ejecuta un extenso programa de educación artística, es visitada por 100 000 niños al año.[154]
- Galería de arte Bella y Harry Wexner; un espacio para exposiciones temporales que se encuentra en el corazón del museo y cuenta con 930 m² dividido en tres espacios iguales, para poder albergar hasta tres exposiciones simultáneamente.[155]
- Ala del Santuario del Libro; creado para la protección, custodia y permanente exhibición de los Rollos del Mar Muerto, descubiertos a mediados del siglo XX en las Cuevas de Qumran, cerca del mar Muerto.[156]
- Maqueta del Segundo Templo; abierto al público en 1966, es una atracción popular y sitio educativo tanto para los israelíes como para los turistas por igual. Esta miniatura a escala 50:1 y cubriendo una superficie de 4200 m², evoca la antigua Jerusalén en su apogeo, recreando meticulosamente su topografía y el carácter arquitectónico en el año 66, el año en que estalló la revuelta judía contra los romanos, lo que desembocó a la destrucción del Segundo Templo y la ciudad en el año 70.[157]
- Jardín de las Artes Billy Rose; creado por el prominente escultor y paisajista estadounidense de origenjaponés Isamu Noguchi, concibiendo un concepto único de jardín reuniendo los elementos del paisaje de Israel y el jardín japonés de estilo zen. Unas cincuenta de obras de escultores contemporáneos de Europa, Estados Unidos e Israel se colocan de tal manera que nos permite seguir el desarrollo de la escultura moderna desde el finales de siglo XIX hasta nuestros días.[158]
- Galería de arte Ticho House; localizada en el centro de Jerusalén, alberga las pinturas de Anna Ticho y las colecciones de Judaica de su marido, un oftalmólogo, que abrió la primera clínica oftalmológica de Jerusalén en este edificio en 1912.[159] En esta galería de arte se encuentra una muestra permanente de las obras de Anna Ticho así como exposiciones temporales de otros artistas; la colección de candelabros de Janucá realizadas por el Dr. Avraham Ticho y una biblioteca de libros de referencia acerca delarte y literatura de Jerusalén. Cada viernes por la mañana hay funciones de música de cámara interpretada por artistas nacionales e internacionales.[160]

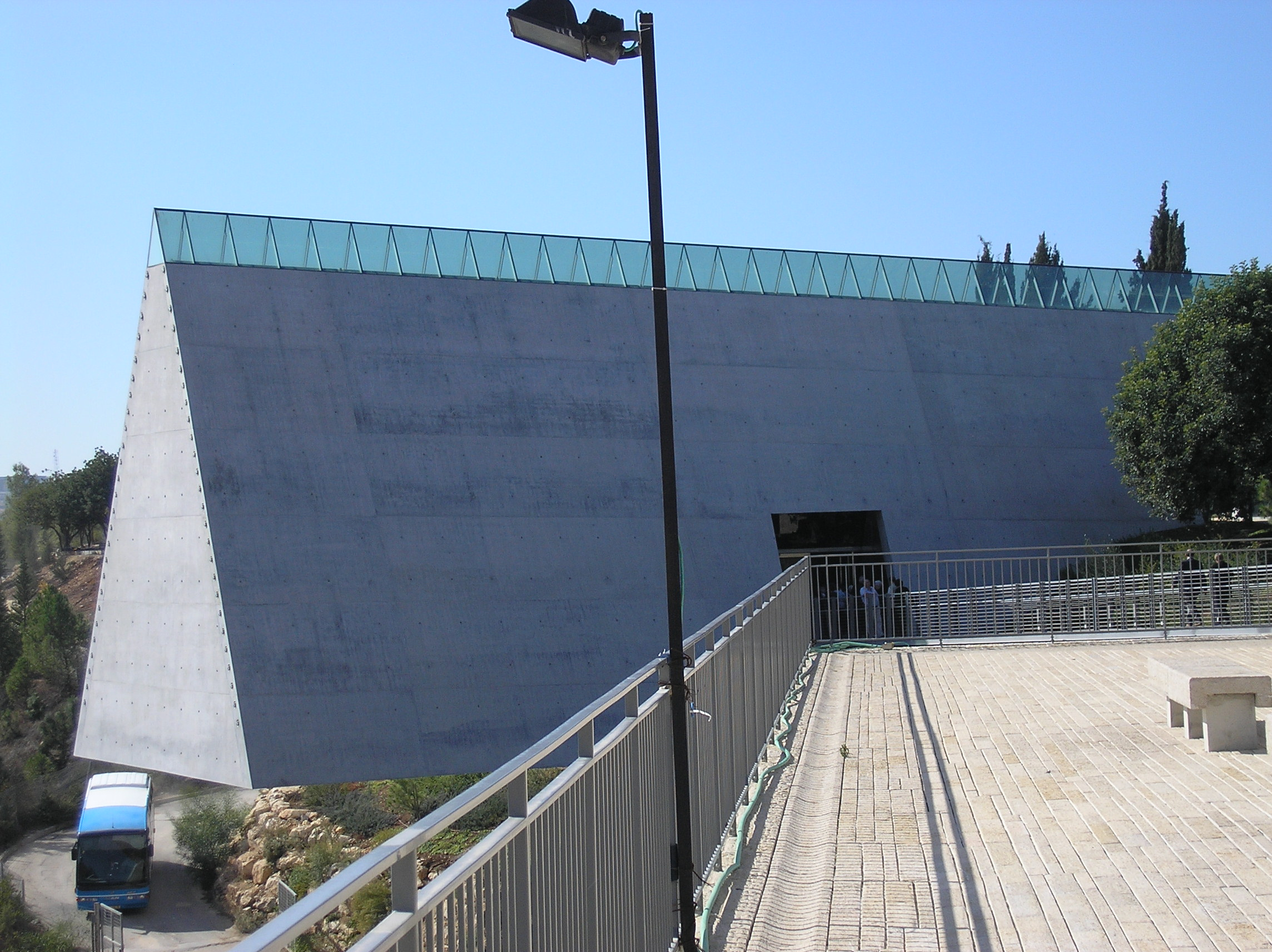
Entrada al Museo Histórico de Yad Vashem.

Yad Vashem, el monumento nacional de Israel dedicado a las víctimas del Holocausto, alberga la mayor biblioteca del mundo con información relacionada con el Holocausto, con aproximadamente 100 000 libros y artículos. El complejo alberga un museo que investiga el genocidio de los judíos a través de exposiciones que se centran en las historias personales de personas y familias que murieron en el Holocausto y una galería de arte con obras de artistas fallecidos. Yad Vashem también conmemora a los 1,5 millones de niños judíos asesinados por los nazis, y honra a los Justos entre las Naciones. El Museum On The Seam, que explora temas de la coexistencia a través del arte, está situado en la carretera que divide el este y el oeste de Jerusalén.
- Instituto L. A. Mayer de Arte Islámico, establecido en 1974, el museo alberga alfarería islámica, textiles, joyas, objetos ceremoniales y otros artefactos culturales islámicos.[164]

La Orquesta Sinfónica de Jerusalén, fundada en la década de 1940, ha realizado funciones alrededor del mundo. Otras salas de espectáculos incluyen el Centro Internacional de Convenciones (Binyanei HaUma) cerca de la entrada a la ciudad, donde la Orquesta Filarmónica de Israel da sus funciones, la Cinemateca de Jerusalén, el Centro Gerard Behar (antes Beit Ha'am) en el centro de Jerusalén, el Centro de Música de Jerusalén en Yemin Moshe, y el Centro de Música Targ en Ein Kerem.
El Festival de Israel se celebra anualmente desde 1961 con actuaciones de cantantes locales e internacionales, tanto en salas como al aire libre, conciertos, obras de teatro y teatro de calle. Durante los últimos 25 años Jerusalén ha sido el principal organizador de este evento. El Teatro de Jerusalén en el barrio Talbiya, realiza más de 150 conciertos al año, así como presentaciones de compañías de teatro y danza y artistas del extranjero. El Teatro Khan, situado en el caravasar frente a la estación vieja de Jerusalén, es el único en la ciudad con teatro de repertorio. La estación se ha convertido en un lugar de celebración de eventos culturales en los últimos años, como el sitio de Shav'ua HaSefer, una feria del libro anual de una semana de duración, con actuaciones musicales al aire libre. El Festival de Cine de Jerusalén se lleva a cabo cada año, con la proyección de películas israelíes e internacionales.
La sede del Teatro Nacional Palestino está ubicada en el teatro Al Hakawati, el único teatro de Jerusalén Este. El teatro produce y presenta espectáculos artísticos, educativos y de entretenimiento centrándose en particular en el público joven que representa la mayor parte de la población palestina. Organiza talleres de formación y sus espectáculos realizan giras en el extranjero. El Teatro Nacional de Palestina no puede recibir subvenciones de la Autoridad Palestina y rehúsa pedirlas al gobierno israelí, por lo que desarrolla sus actividades gracias a la colaboración de gobiernos e instituciones árabes e internacionales.
En la calle Al-Zahra de Jerusalén Este, se encuentra la filial en Jerusalén del Conservatorio Nacional de Música Edward Said (The Edward Said National Conservatory of Music, ESNCM). Está previsto que el conservatorio se traslade a su nueva sede, el Shihabi building, un edificio histórico situado en esa misma calle y cuya rehabilitación se está llevando a cabo en 2011 y 2012. El Conservatorio Edward Said de Jerusalén fue inaugurado en 1996, y en el curso 2011-2012 constaba de 170 alumnos. Alberga The Jerusalem Children’s Orchestra, una orquesta infantil de repertorio clásico europeo y árabe, compuesta por los alumnos del Conservatorio. Reciben formación de los profesores del centro así como de profesores procedentes de instituciones internacionales asociadas, y realizan pequeñas giras.
La rama del Conservatorio Nacional de Música Edward Said en Jerusalén organiza el festival anual de música clásica árabe Layali Tarab fi Quds el Arab (Nights of Tarab in Arab Jerusalem), cuyos conciertos se desarrollan a lo largo de un mes en Jerusalén y en otras ciudades de los Territorios Palestinos.
La galería de artes visuales Palestinian Art Court – Al Hoash, establecida en 2004 en Jerusalén Este, es una galería para la preservación y el fomento del arte palestino de la región. Su objetivo es que su colección sea el núcleo de un futuro museo nacional de arte palestino en Jerusalén. Organiza talleres, proyecciones de películas y encuentros, y sus exposiciones ofrecen muestras de pintura, fotografía, vídeoarte e instalaciones, entre otras disciplinas. Es una organización independiente sin ánimo de lucro y recibe ayudas del Programa de las Naciones Unidas para el Desarrollo.
En 1974 se fundó la Cinemateca de Jerusalén por Lia van Lear. En 1981 se aprobó la nueva construcción en el camino a Hebrón, cerca del Valle de Hinnom y la Ciudad Vieja, para la fundación del Archivo Nacional de Cine Israelí.
El Museo Islámico de Jerusalén fue creado oficialmente en 1923, y trasladado a su emplazamiento actual, en la esquina suroeste de la Explanada de las Mezquitas en 1929. Consta de tres edificios con una superficie total para exposiciones de más de 1000 m². El más antiguo fue construido por los Cruzados en el siglo XII; le sigue una antigua mezquita del siglo XIII y un edificio de la época de los Mamelucos (siglo XIV). El museo expone objetos y piezas de períodos islámicos y no islámicos, clasificados por épocas, regiones y temas.
En el año 2009 Jerusalén fue declarada Capital Cultural Árabe, pero el Ministerio de Seguridad Interior de Israel impidió la realización de eventos en la ciudad alegando que "dichos festejos violan los acuerdos firmados con la autoridad palestina."

## Demografía
El tamaño de la población de Jerusalén y su composición ha cambiado muchas veces en su historia de 5 milenios. Desde la época medieval, la Ciudad Vieja de Jerusalén se ha dividido entre los barrios judío, musulmán, cristiano y armenio.
Todos los datos de población anteriores a 1922 se basan en estimaciones, a menudo de viajeros extranjeros u organizaciones, ya que los datos de censos anteriores cubrían áreas más amplias, como el Distrito de Jerusalén. Las estimaciones sugieren que la comunidad judía es el más importante grupo en Jerusalén desde por lo menos 1876, y constituye más de la mitad de la población de la ciudad desde 1893.
En diciembre de 2007 Jerusalén tenía una población de 747 600 —64 % judíos, 32 % musulmanes y 2 % cristianos—. A finales de 2005 la densidad de población era de 5.750,40 habitantes por km². Según un estudio publicado en el año 2000, el porcentaje de la población judía de la ciudad había disminuido, lo que fue atribuido a una mayor tasa de natalidad musulmana y al creciente número de judíos que se marchan de ella. El estudio también encontró que alrededor del nueve por ciento de los 32 488 habitantes de la Ciudad Vieja eran judíos.
En 2005, 1850 nuevos inmigrantes se establecieron en Jerusalén, la mayoría de Estados Unidos, Francia y la ex Unión Soviética. En cuanto a la población local, el número de residentes que salen excede al número de nuevos residentes. En 2005, 16 000 residentes salieron de Jerusalén y 10 000 se trasladaron a la ciudad. Sin embargo, la población de Jerusalén sigue aumentando debido a la alta tasa de natalidad, especialmente en las comunidades árabes y judías jaredíes. En consecuencia, la tasa global de fecundidad en Jerusalén (4,02) es mayor que en Tel Aviv (1,98) y muy por encima de la media nacional de 2,90. El tamaño promedio de los 180 000 hogares de Jerusalén es de 3,8 personas.
En 2005, la población total creció en 13 000 personas (1, 8 %), similar al promedio nacional de Israel, pero la composición religiosa y étnica está cambiando. Mientras que el 31 % de la población judía se compone de niños por debajo de quince años de edad, la cifra de la población árabe es del 42 %. Esto parece corroborar la observación de que el porcentaje de judíos en Jerusalén se ha reducido en las últimos cuatro décadas. En 1967, los judíos representaban el 74 por ciento de la población, mientras que la cifra en el 2006 se redujo un nueve por ciento. Entre los posibles factores están el alto costo de la vivienda, menos oportunidades de empleo y el carácter cada vez más religioso de la ciudad. Mucha gente se está mudando a los suburbios y a las ciudades costeras en busca de viviendas más baratas y un estilo de vida más secular.
En 2009, el porcentaje de jaredíes en la ciudad se incrementó. A partir de 2009, de los 150 100 estudiantes, 59 900 (el 40 %) están en las escuelas estatales laicas, mientras que 90 200 o el 60 % están en las escuelas jaredíes. Esto se relaciona con el elevado número de niños en las familias jaredíes.
A finales de 2015, la población de la ciudad de Jerusalén era de 865 700 habitantes, alrededor del un 10  % de la población de Israel. De ellos, 542 000 (un 62,2 % del total) eran judíos y 323 700 (37,4 %) eran árabes. Dentro de la población judía, el 35 % se definía como ultraortodoxa, el 24 % como tradicional, el 19 % como religiosa y el 21 % como secular. En dicho año hubo más personas que abandonaron Jerusalén (18 100) de las que decidieron mudarse a ella (10 300). Sin embargo, hubo unos 16 000 nacimientos, la mitad de ellos de familias árabes.
A finales de 2016, la población de Jerusalén había crecido ligeramente hasta los 883 000 habitantes, con un 63 % de judíos y un 37 % de árabes. El porcentaje de población árabe de la ciudad creció un 3 % entre los años 2007 y 2016. La población de judíos ultraortodoxos y religiosos también ha crecido en los últimos años, aunque a un ritmo inferior al de los árabesː un 0,5 % y un 0,2 % respectivamente. En dicho año, la tasa de fertilidad de las mujeres judías de la ciudad se estableció en 4,28 hijos de media, algo superior a los 3,23 hijos de media de las mujeres árabes.
| Jerusalén. Gráfica de población. 1844-2015 |
|                                            |

### Críticas al plan urbanístico
Existen críticas por los esfuerzos por parte del Estado de Israel para promover una mayoría judía en la ciudad. Estas políticas gubernamentales de planificación están motivadas por consideraciones demográficas y tratan de limitar la construcción árabe, mientras que se promociona la construcción judía. Según un informe del Banco Mundial, el número de infracciones de construcción registrado entre 1996 y 2000 fue de cuatro veces y media mayor en los barrios judíos, pero cuatro veces menos órdenes de demolición fueron emitidas en el oeste de Jerusalén que en el este de Jerusalén; además, los árabes en Jerusalén tenían menos probabilidades de recibir los permisos de construcción que los judíos (menos del 2 % de las solicitudes de construcción realizadas por palestinos son aprobadas por las autoridades israelíes), y "las autoridades tienen muchas más probabilidades de adoptar medidas contra los infractores palestinos que contra los judíos". Un informe de la ONU de mediados de 2020 califica la obtención de permisos de construcción por parte de los habitantes palestinos de Jerusalén Este de "virtualmente imposible". En los últimos años, las fundaciones privadas judías han recibido permiso del gobierno para desarrollar proyectos en las tierras en disputa, como la Ciudad de David, el parque arqueológico del barrio 96,5 % árabe de Silwan (adyacente a la Ciudad Vieja), y en el Museo de la Tolerancia en el cementerio de Mamilla (junto a la Plaza Sion). Los opositores consideran que la planificación urbana está orientada a la judaización de Jerusalén. Según datos de las Naciones Unidas, un total de 190 edificios palestinos fueron demolidos en Jerusalén Este en 2016, mientras que otros 103 sufrieron la misma suerte entre el 1 de enero y el 14 de agosto de 2017.
Una crítica diferente con respecto al plan urbanístico es la referida a la construcción del muro de separación israelí y al aislamiento de cuatro barrios que Israel considera parte del municipio de Jerusalén, pero que han quedado separados de la ciudad por dicho muro. Unos 120 000 jerosolimitanos de origen palestino viven en los barrios de Ras Jamis, Ras Shehada, Dahiyat A-Salam y en el campo de refugiados de Shufat, a quienes se les exige que pasen a través de controles militares para acceder a la ciudad. También ha sido criticada la decisión de renombrar con nombres en hebreo una treintena de calles de Jerusalén Este, en concreto en los barrios de Silwan, Sheij Jarrah, A-Tur, Ras al-Amud y la zona circundante a la Puerta de Damasco. Las calles estarán dedicadas principalmente a figuras bíblicas o a nombres que destaquen la conexión judía con Jerusalén. Ahmad Tibi, parlamentario israelí de origen palestino, calificó la medida de una "decisión pirómana", mientras que medios de comunicación como la revista israelí +972 la relacionan con un proceso de judaización de Jerusalén.

## Clima
De acuerdo a la clasificación climática de Köppen, Jerusalén posee un clima mediterráneo ("Csa") es decir: templado de latitudes medias, con veranos cálidos y secos e inviernos húmedos. Enero es el mes más frío del año, con una temperatura promedio de 9.1 °C (48.4 °F); julio y agosto son los meses más calurosos, con una temperatura promedio de 24,2 °C (75,6 °F), y los meses de verano suelen ser sin lluvia. La precipitación anual promedio es de alrededor de 537 mm (21 pulgadas), con lluvias que ocurren casi en su totalidad entre octubre y mayo. Las nevadas son raras y las grandes nevadas son aún más raras. Jerusalén recibió más de 30 centímetros (12 pulgadas) de nieve el 13 de diciembre de 2013, que casi paralizó la ciudad.
| Parámetros climáticos promedio de Jerusalén (1881-2007)        | Parámetros climáticos promedio de Jerusalén (1881-2007) | Parámetros climáticos promedio de Jerusalén (1881-2007) | Parámetros climáticos promedio de Jerusalén (1881-2007) | Parámetros climáticos promedio de Jerusalén (1881-2007) | Parámetros climáticos promedio de Jerusalén (1881-2007) | Parámetros climáticos promedio de Jerusalén (1881-2007) | Parámetros climáticos promedio de Jerusalén (1881-2007) | Parámetros climáticos promedio de Jerusalén (1881-2007) | Parámetros climáticos promedio de Jerusalén (1881-2007) | Parámetros climáticos promedio de Jerusalén (1881-2007) | Parámetros climáticos promedio de Jerusalén (1881-2007) | Parámetros climáticos promedio de Jerusalén (1881-2007) | Parámetros climáticos promedio de Jerusalén (1881-2007) |
| Mes                                                            | Ene.                                                    | Feb.                                                    | Mar.                                                    | Abr.                                                    | May.                                                    | Jun.                                                    | Jul.                                                    | Ago.                                                    | Sep.                                                    | Oct.                                                    | Nov.                                                    | Dic.                                                    | Anual                                                   |
| -------------------------------------------------------------- | ------------------------------------------------------- | ------------------------------------------------------- | ------------------------------------------------------- | ------------------------------------------------------- | ------------------------------------------------------- | ------------------------------------------------------- | ------------------------------------------------------- | ------------------------------------------------------- | ------------------------------------------------------- | ------------------------------------------------------- | ------------------------------------------------------- | ------------------------------------------------------- | ------------------------------------------------------- |
| Temp. máx. abs. (°C)                                           | 23.4                                                    | 25.3                                                    | 27.6                                                    | 35.3                                                    | 37.2                                                    | 36.8                                                    | 40.6                                                    | 44.4                                                    | 37.8                                                    | 33.8                                                    | 29.4                                                    | 26.0                                                    | 44.4                                                    |
| Temp. máx. media (°C)                                          | 11.8                                                    | 12.0                                                    | 15.4                                                    | 21.5                                                    | 25.3                                                    | 27.6                                                    | 29.0                                                    | 29.4                                                    | 28.2                                                    | 24.7                                                    | 18.8                                                    | 14.0                                                    | 21.5                                                    |
| Temp. media (°C)                                               | 9.1                                                     | 9.5                                                     | 11.9                                                    | 17.1                                                    | 20.5                                                    | 22.7                                                    | 24.2                                                    | 24.5                                                    | 23.4                                                    | 20.7                                                    | 15.6                                                    | 11.2                                                    | 17.5                                                    |
| Temp. mín. media (°C)                                          | 6.4                                                     | 6.4                                                     | 8.4                                                     | 12.6                                                    | 15.7                                                    | 17.8                                                    | 19.4                                                    | 19.5                                                    | 18.6                                                    | 16.6                                                    | 12.3                                                    | 8.4                                                     | 13.5                                                    |
| Temp. mín. abs. (°C)                                           | -6.7                                                    | -2.4                                                    | -0.3                                                    | 0.8                                                     | 7.6                                                     | 11.0                                                    | 14.6                                                    | 15.5                                                    | 13.2                                                    | 9.8                                                     | 1.8                                                     | 0.2                                                     | -6.7                                                    |
| Lluvias (mm)                                                   | 133.2                                                   | 118.3                                                   | 92.7                                                    | 24.5                                                    | 3.6                                                     | 0                                                       | 0                                                       | 0                                                       | 0.1                                                     | 16.1                                                    | 81.6                                                    | 115.0                                                   | 585.1                                                   |
| Nevadas (cm)                                                   | 20                                                      | 25                                                      | 10                                                      | 0                                                       | 0                                                       | 0                                                       | 0                                                       | 0                                                       | 0                                                       | 0                                                       | 0                                                       | 4                                                       | 59                                                      |
| Días de lluvias (≥ 1 mm)                                       | 12.9                                                    | 11.7                                                    | 9.6                                                     | 4.4                                                     | 1.3                                                     | 0                                                       | 0                                                       | 0                                                       | 0.3                                                     | 3.6                                                     | 7.3                                                     | 10.9                                                    | 62                                                      |
| Días de nevadas (≥ 1 mm)                                       | 2                                                       | 3                                                       | 1                                                       | 0                                                       | 0                                                       | 0                                                       | 0                                                       | 0                                                       | 0                                                       | 0                                                       | 0                                                       | 1                                                       | 7                                                       |
| Horas de sol                                                   | 192.2                                                   | 243.6                                                   | 226.3                                                   | 267.0                                                   | 331.7                                                   | 381.0                                                   | 384.4                                                   | 365.8                                                   | 309.0                                                   | 275.9                                                   | 228.0                                                   | 192.2                                                   | 3397.1                                                  |
| Humedad relativa (%)                                           | 61                                                      | 59                                                      | 52                                                      | 39                                                      | 35                                                      | 37                                                      | 40                                                      | 40                                                      | 40                                                      | 42                                                      | 48                                                      | 56                                                      | 45.8                                                    |
| Fuente n.º 1: Israel Meteorological Service                    |                                                         |                                                         |                                                         |                                                         |                                                         |                                                         |                                                         |                                                         |                                                         |                                                         |                                                         |                                                         |                                                         |
| Fuente n.º 2: Hong Kong Observatory for data of sunshine hours |                                                         |                                                         |                                                         |                                                         |                                                         |                                                         |                                                         |                                                         |                                                         |                                                         |                                                         |                                                         |                                                         |

## Transporte
- Aeropuerto Internacional de Jerusalén
- Estación de ferrocarril de Jerusalén
- Estación de Jerusalén Yitzjak Navón
- Estación de Jerusalén Malha
- Estación Central de Autobuses de Jerusalén
- Tren Ligero de Jerusalén

## Jerusalén en el imaginario colectivo

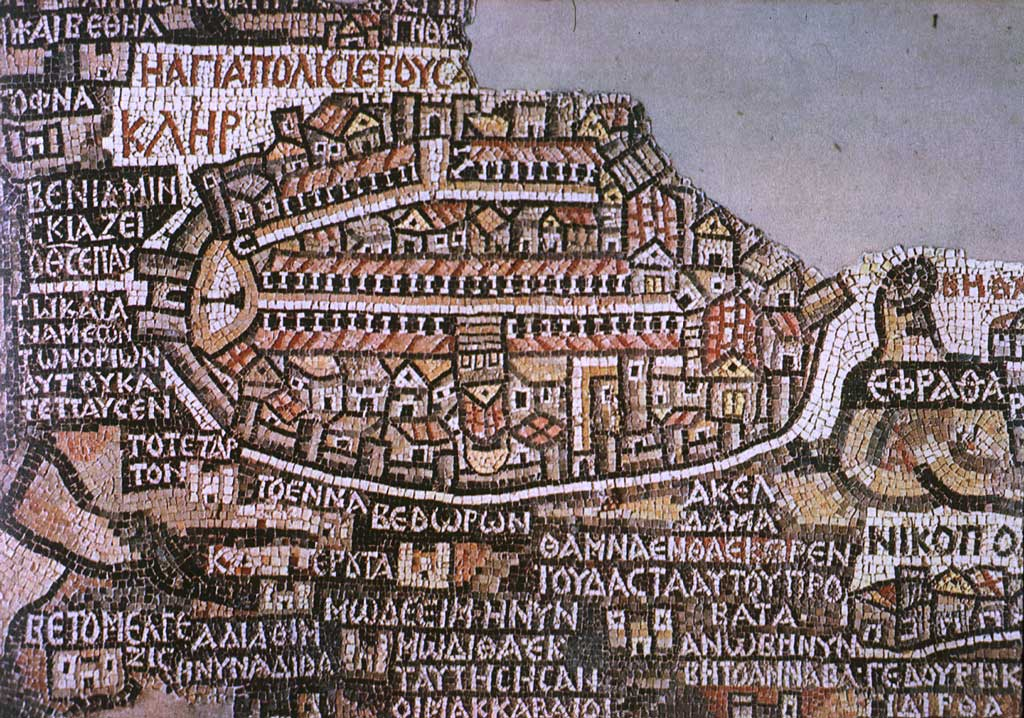
Mapa de Madaba, mosaico bizantino, siglo VI
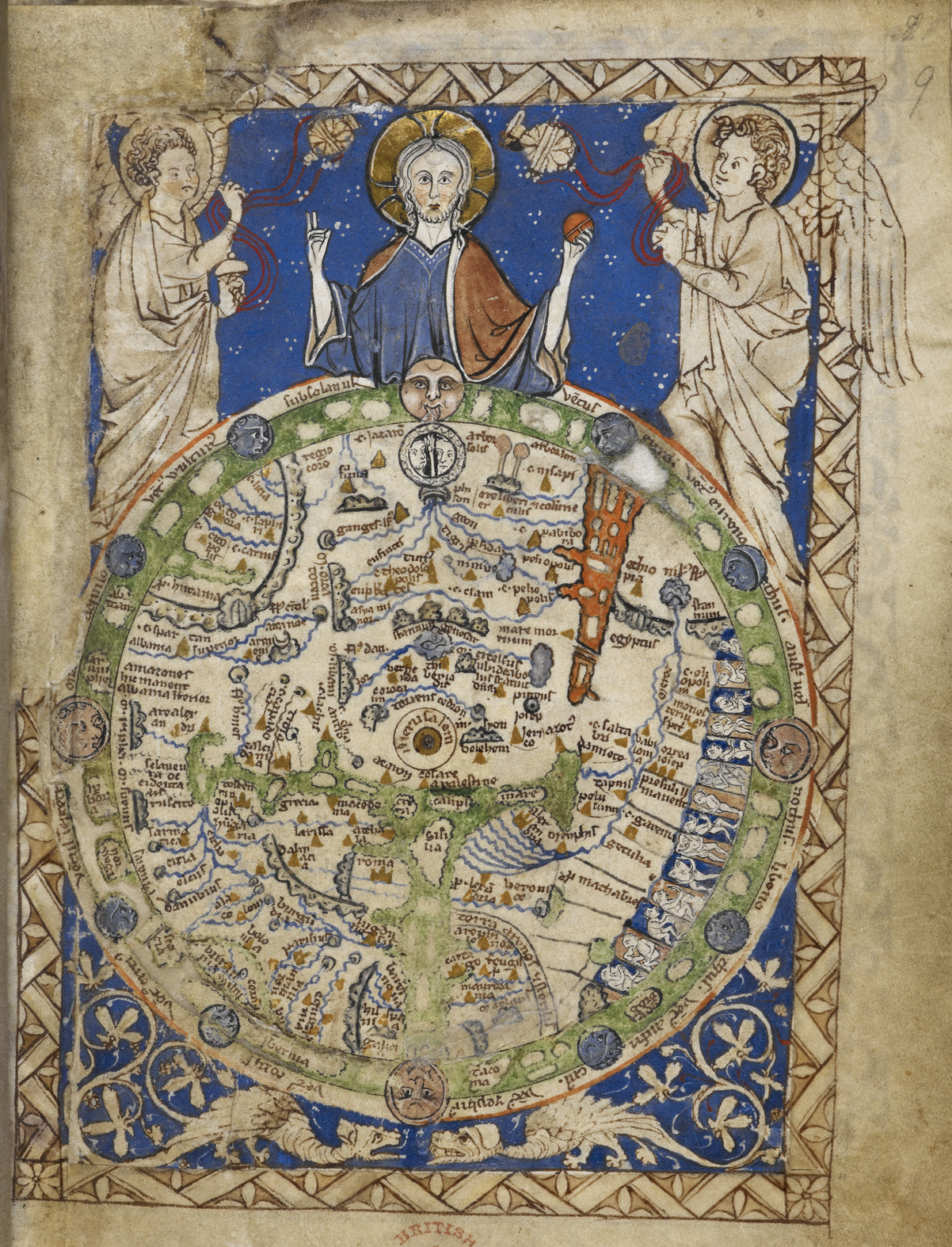
Mapamundi con Jerusalén en el centro, Salterio Latino, siglo XIII-XV.
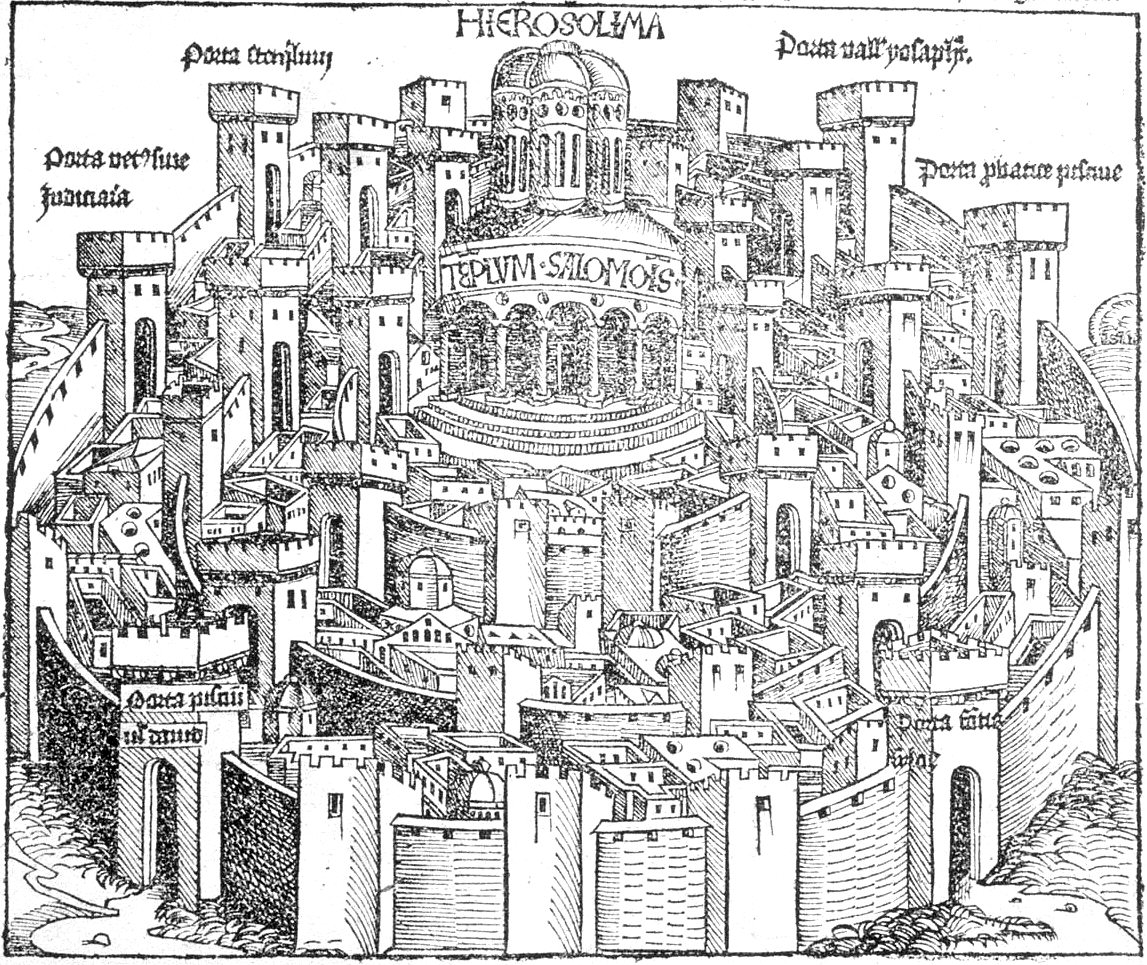
Hartmann Schedel, "Hierosolima" xilografía del Liber cronicarum, Nurenberg 1493
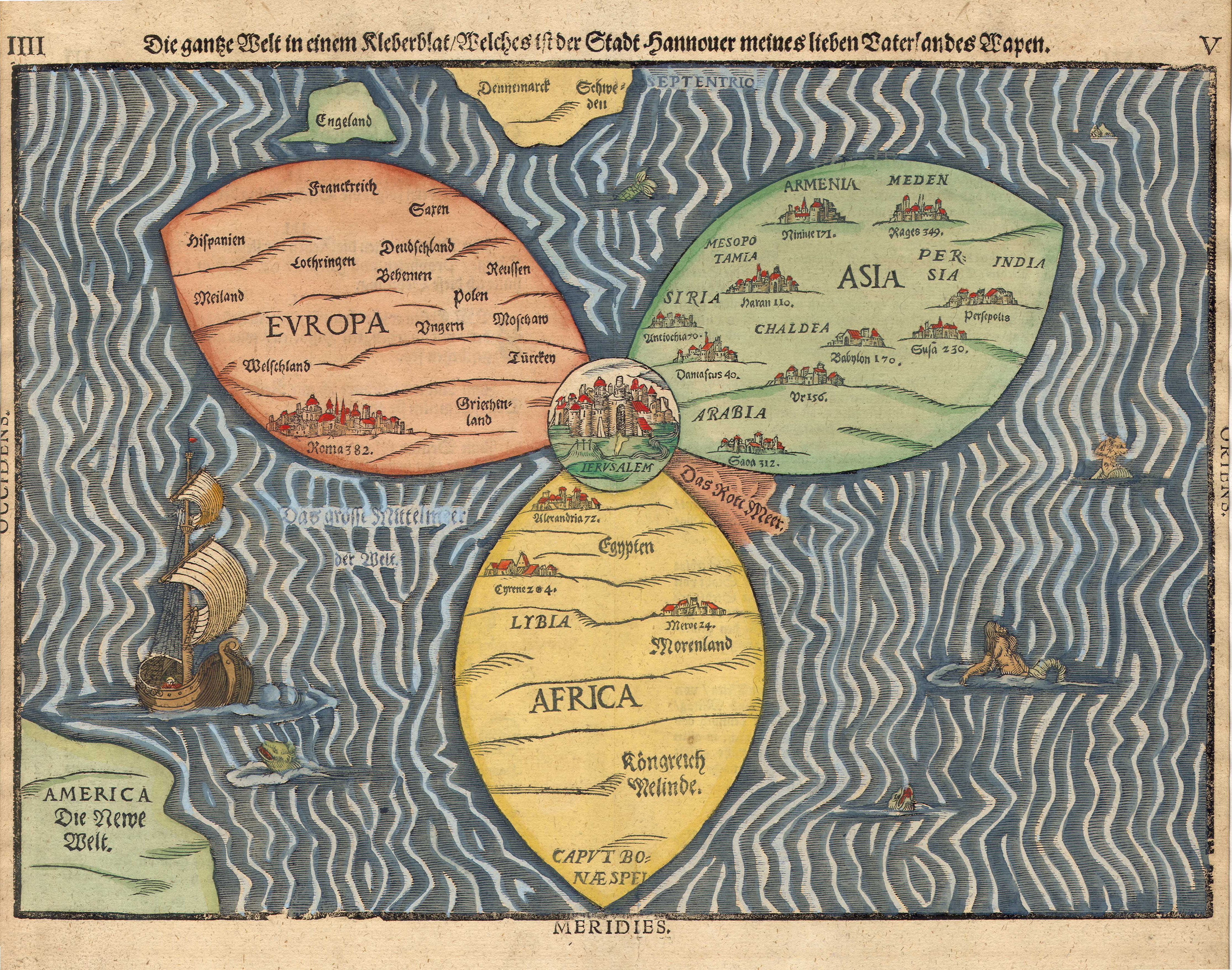
Büntig, Mapa-Trébol de Jerusalén, Hanover, 1581
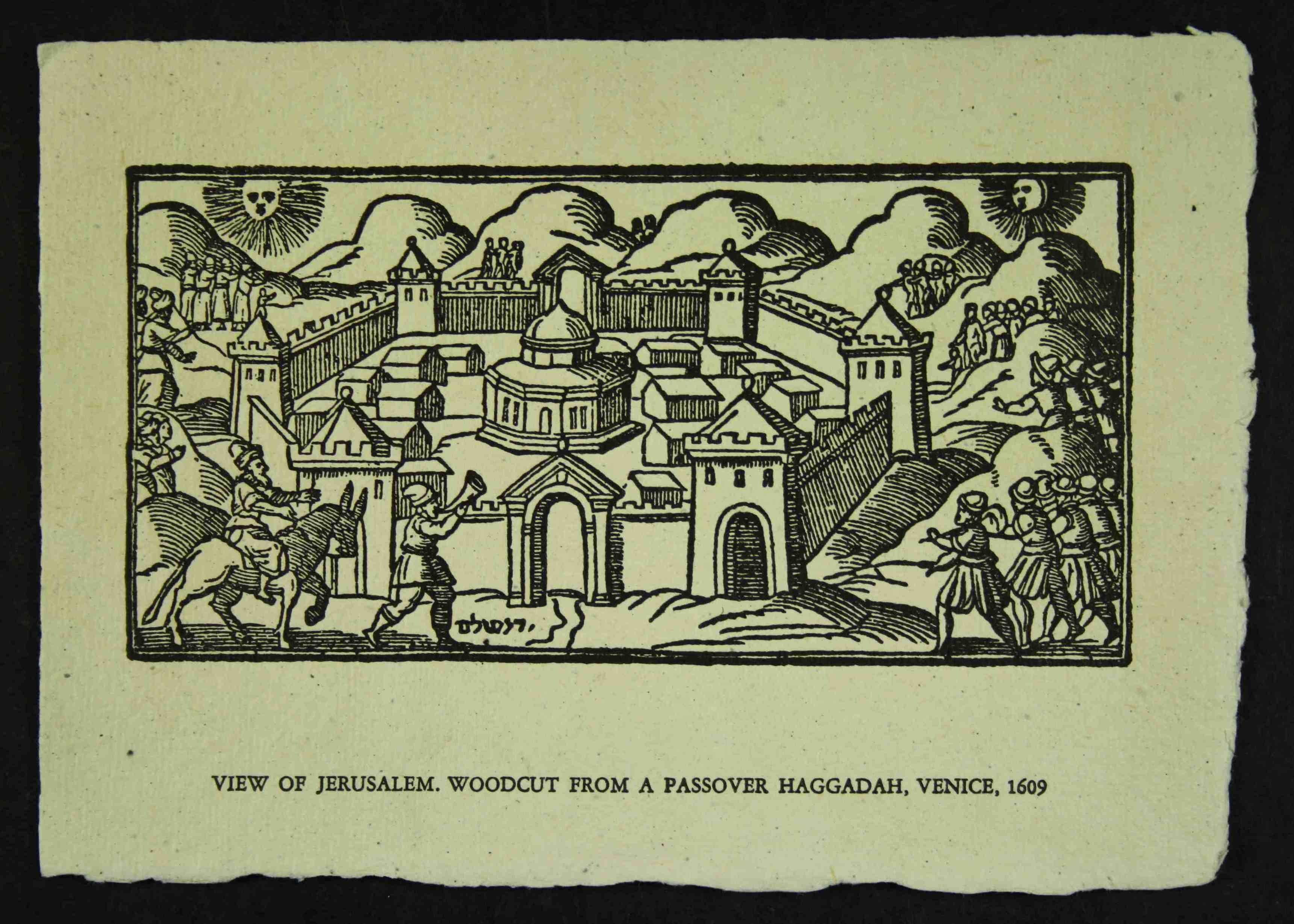
Hagadá de Venecia, impresión hebrea, 1607
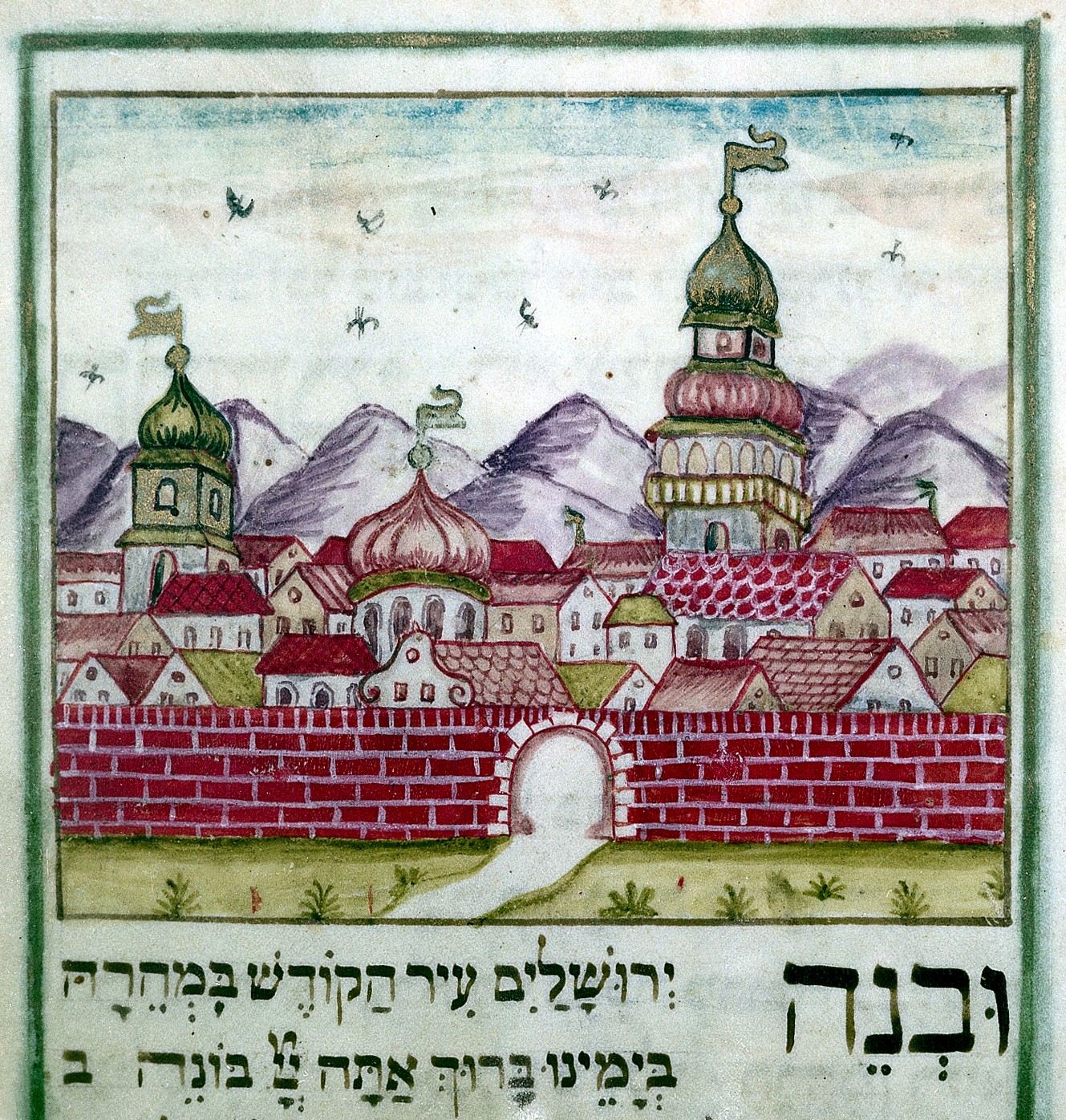
Hagadá de Pésaj, manuscrito asquenazí miniado, siglo XVII

### Judaísmo

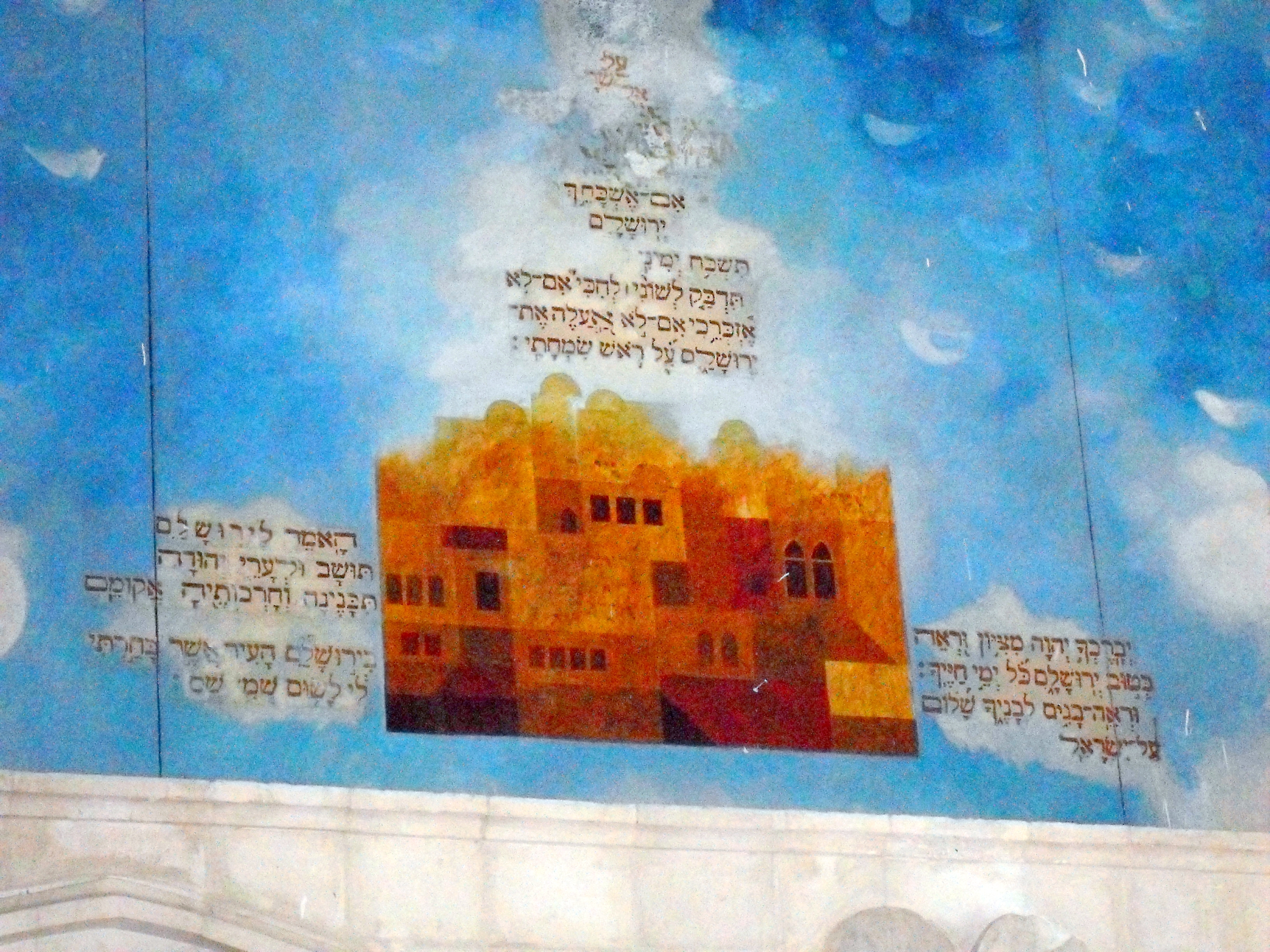
Mural con la Ciudad de Jerusalén y versículos bíblicos hebreos: Salmos 137:5-6 (superior); Salmos 128:5-6 (derecha); Isaías 44:26 y 1 Reyes 11:36 (izquierda). Complejo Sinagogal Sefardí, Jerusalén.

Formando parte de un conjunto sinagogal sito en la Ciudad Vieja de Jerusalén, la Sinagoga Yojanán Ben-Zakai contiene una pintura mural con una imagen celestial de Sion acompañada de cuatro versículos bíblicos en hebreo, donde las nociones de Sion y Jerusalén se encuentran íntimamente ligadas:
- Salmo 137:5-6. Si me olvidare de ti, oh Jerusalén, Pierda mi diestra su destreza. Mi lengua se pegue a mi paladar, Si de ti no me acordare; Si no enalteciere a Jerusalén Como preferente asunto de mi alegría.[207]
- Salmo 128:5-6. Bendígate Jehová desde Sion, Y veas el bien de Jerusalén todos los días de tu vida, Y veas a los hijos de tus hijos. Paz sea sobre Israel.[208]
- Isaías 44:26. Yo, el que despierta la palabra de su siervo, y cumple el consejo de sus mensajeros; que dice a Jerusalén: Serás habitada; y a las ciudades de Judá: Reconstruidas serán, y sus ruinas reedificaré.[209]
- 1 Reyes 11:36. Y a su hijo daré una tribu, para que mi siervo David tenga lámpara todos los días delante de mí en Jerusalén, ciudad que yo me elegí para poner en ella mi nombre.[210]

### Islam
La pérdida de Jerusalén tras las guerras de 1948 y 1967 (y, en especial, de la Explanada de las Mezquitas) ha supuesto su entrada en el imaginario colectivo musulmán como un lugar de ansiado regreso. Numerosas milicias, asociaciones y movimientos musulmanes llevan el nombre de Al-Quds o de diversos lugares de su Ciudad Vieja, como la Mezquita de Al-Aqsa:
- Brigadas de los Mártires de Al-Aqsa. Son un grupo paramilitar vinculado al partido palestino Fatah, que gobierna la Autoridad Nacional Palestina; su vinculación con la mezquita de Al-Aqsa es principalmente cultural dado que, como la propia Fatah, se trata de un grupo de espíritu laico.
- Brigadas Al-Quds: Son el ala militar de la Yihad Islámica palestina, mucho más radicalizada religiosamente que la anterior.
- Fuerza Al-Quds: es una fuerza de operaciones especiales de la Guardia Revolucionaria de Irán, responsable de gran parte de su actividad en el extranjero, como en Irak o Siria.
- Día de Al-Quds: es un día de reivindicación inaugurado por la República Islámica de Irán en 1979, y que pretende expresar solidaridad con el pueblo palestino y oposición frente a la ocupación israelí de Jerusalén. Se celebra el último viernes de Ramadán en multitud de países árabes y musulmanes, aunque también en Europa o África.
- Cohete Al-Quds 101: es un cohete artesanal desarrollado y empleado por la Yihad Islámica palestina con bastante parecido al Qassam de Hamás.
- Al-Quds Al-Arabi (Jerusalén árabe): es un periódico de publicación diaria, con base en Londres y propiedad de expatriados palestinos. Sus ventas diarias rondan entre 15 000 y 50 000 ejemplares.
- Operación Tariq al-Qods (Operación Camino de Jerusalén): fue una operación lanzada por las tropas iraníes para liberar la ciudad de Bostan al comienzo de la guerra entre Irán e Irak.
- Al-Quds TV y al-Aqsa TV: son los dos canales de televisión del partido palestino Hamás, que operan desde Londres y tienen corresponsales en la Franja de Gaza, Cisjordania, Beirut y Damasco.
- Jund al-Aqsa (Guarnición de Al-Aqsa): es una organización yihadista salafista que participó en numerosos combates durante la guerra civil siria como parte del Frente al-Nusra.
- Ansar Bait al-Maqdis (Defensores de la Casa Sagrada), también conocida como Ansar Jerusalem (Defensores de Jerusalén): fue una milicia yihadista con base en la Península del Sinaí, en Egipto, que operó dentro del conflicto entre las fuerzas armadas egipcias y la insurgencia en el Sinaí.

## Hermanamientos
Jerusalén está hermanada con las siguientes ciudades:
- Nueva York, Estados Unidos (1993)[211]
- Ciudad de Jersey, Estados Unidos (1997)[212]
- Praga, República Checa[213]
- Cuzco, Perú (1996)[214]
- Ayabe, Japón (2000)[215]
- Metepec, México (2010)